# راجستان
رَاجِسْتَان (بالهندستانية: ) ولاية تقع في شمال غرب الهند. مساحتها 342,239 كيلومتر مربع (132,139 ميل2) أي 10.4% من مساحة الهند وهي بذلك أكبر ولاية من حيث المساحة والسابعة من حيث عدد السكان. تقع راجستان على الحدود الشمالية الغربية ويقع بداخلها أغلب صحراء طهار القاحلة، يحد الولاية إقليمي البنجاب والسند الباكستانيين من الشمال الغربي والغرب وتحدها ولاية بنجاب الهندية من الشمال وولايتي هريانة وأتر برديش من الشمال الشرقي ومدية برديش من الجنوب الشرقي وكجرات من الجنوب الغربي. تقع الولاية جغرافيا بين خطي عرض 23.3° و30.12° شمالا، وخطي طول 69.30° و78.17° شرقا، ويمر مدار السرطان على أقصى جنوبها.
تحتوي راجستان على الكثير من المعالم التراثية مثل أطلال حضارة وادي السند في كاليبانجان وبالاثال ومعابد ديلوارا وموقع الحج الجايني في جبل أبو ومتنزه كيولاديو الوطني في برتبور المعروفة بتنوع الطيور وهي أحد مواقع التراث العالمي. كما في راجستان ثلاث محميات وطنية للنمور هي: حديقة رانثامبور الوطنية في ساواي مادهوبور ومحمية ساريسكا للنمور في ألوار ومحمية موكوندرا هيلز للنمور في كوتة.
تأسست ولاية راجستان في 30 مارس 1949 باندماج ولايات راجبوتانا من الراج البريطاني مع اتحاد الهند. جيبور هي عاصمتها وأكبر مدنها. والمدن الأخرى المهمة في الولاية جودبور وكوتة وبيكانير وأجمير وبهاراتبور ‏ وأديبور ودونجاربور. اقتصاد راجستان هو السابع من حيث الحجم بين ولايات الهند ويبلغ 10.20 لك كرور روبية هندية (170 مليار دولار أمريكي) ونصيب الفرد من الناتج المحلي الإجمالي 118٬000 روبية هندية (2٬000 دولار أمريكي). تحتل راجستان المرتبة الثانية والعشرين في مؤشر التنمية البشرية بين الولايات الهندية.

## التأثيل
راجستان أي "أرض الملوك" وهي كلمة مشتقة من الكلمة السنسكريتية "راجا" (ملك) و"ستانا" (أرض) أو الفارسية "ستان" (أرض). أقدم ذكر لاسم راجستان كان في نقش حجري مؤرخ بعام 625 ميلادي. أول ذكر مكتوب لاسم راجستان في كتاب "حوليات وآثار راجستان أو ولايات راجبوت الوسطى والغربية في الهند" الصادرة في عام 1829 أما اسم راجبوتانا فأقدم ذكر مكتوب له في مذكرات جورج توماس التي نُشرت في عام 1800. يُذكر جون كاي في كتاب "الهند: تاريخ" أن البريطانيين استخدموا اسم راجبوتانا في عام 1829، وذكر جون بريجز الذي ترجم تاريخ فريشته أنهم استعملوا عبارة "أمراء راجبوت" بدلاً من "الأمراء الهنود".

## التاريخ

### العصور القديمة

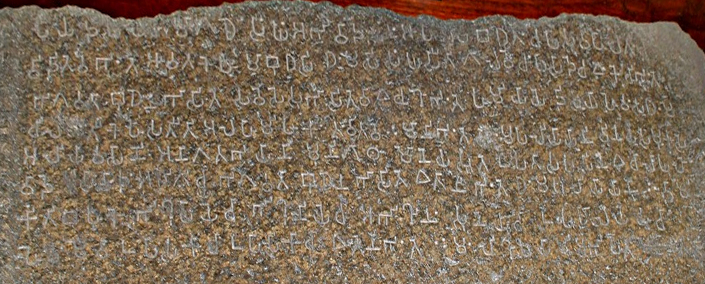
وُجد مرسوم الصخرة الصغرى الثالث لأشوكا أمام معبد بيرات في فيراتناغار، راجستان.

كانت مناطق من ولاية راجستان الحالية جزءًا من الحضارة الفيدية وحضارة وادي السند. فكانت كاليبانجان الموجودة في منطقة هانومانجرا كانت عاصمة إقليمية هامة في حضارة وادي السند. يذكر توبسفيلد أن الراجبوت دخلوا الهند أول مرة من الشمال الغربي في الألفية الأولى الميلادية وأسسوا ممالك في غرب الهند في المنطقة المعروفة الآن براجستان. تكشف الحفريات الأثرية في موقع بالاثال بمنطقة أودايبور عن مستوطنة من حضارة هارابان تعود إلى الفترة ما بين 3000 و1500 قبل الميلاد. وقد عُثر على أدوات من العصر الحجري تعود إلى ما بين 5000 و200,000 عام في منطقتي بوندي وبهيلوارا.
يُذكر أن مملكة ماتسيا الفيدية في الهند كانت حدودها تشابه تقريبًا حدود ولاية جيبور السابقة في راجستان وتشمل منطقة ألوار كلها وأجزاء من برتبور. يذكر أن مناطق جهونجهونو وسيكار وأجزاء من جيبور ومنطقتي ماهندراجاره ورواري في هريانا كانوا أجزاء من ولاية براهمافارتا الفيدية. يُعتبر نهر صاحبي الحالي (نهر دريشادواتي الفيدي) والذي يُشكل مع نهر ساراسواتي حدود ولاية براهمافارتا أحد أهم مواقع المنطقة 
خلف الكشاتراباس الغربيون الساكايون الهنود السكثيون في حكم غرب الهند بين عامي 35 و405 قبل الميلاد وقد عاصروا الإمبراطورية الكوشانية التي حكمت شمال شبه القارة الهندية. ظهر الكشاتراباس الغربيون كقوة ضاربة بعد غزوهم منطقة أوجاين.

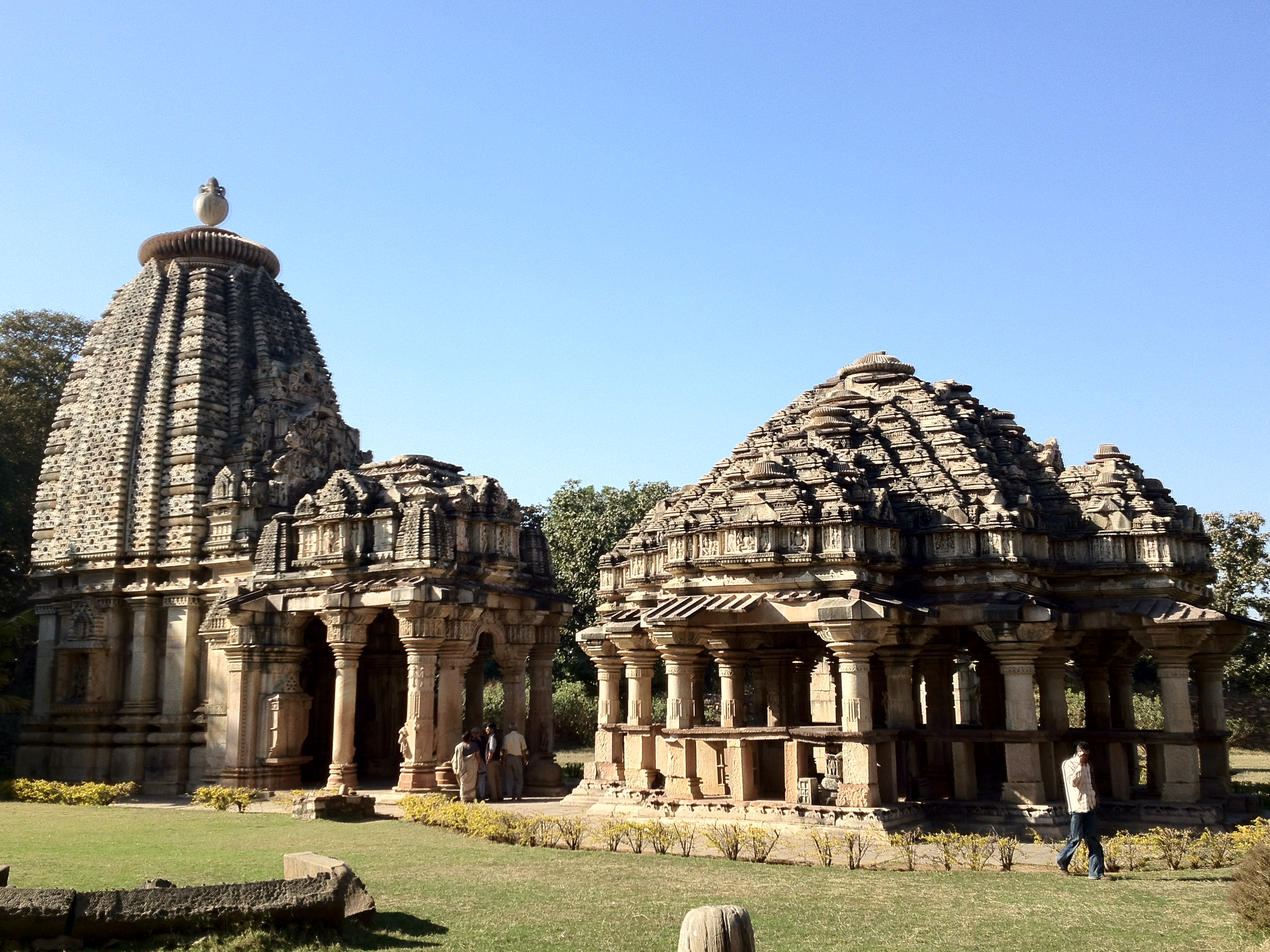
معبد غاتيشوارا ماهاديفا في مجمع معبد بارولي. أنشأت سلالة غورجارا براتيهارا هذه المعابد بين القرنين العاشر والحادي عشر الميلادي.

ظهرت سلالة غورجارا براتيهارا من المنطقة التي كانت تعرف باسم جورجاراترا. توسعت سلالة غورجارا براتيهارا وأصبحت تحكم معظم شمال الهند في القرن العاشر الميلادي من عاصمتهم قنوج. كانت هذه السلالة معاصرة للغزوات اللغزوات الإسلامية القرن الثامن إلى القرن الحادي عشر وهي من صدتها. كان تقدم الجيش الإسلامي في هذه المنطقة بطيئ بسبب قوة جيش براتيهارا وضعف القادة.

### القرون الوسطى
حاول الغوريون غزو الهند لكن هزمهم اتحاد الراجبوات بقيادة مولاراجا الثاني ملك كجرات في معركة كاساهرادا عام 1178، ثم هزمهم بريثفيراج شوهان مرة أخرى في معركة تارين الأولى عام 1191. لكن هزم محمد الغوري بريثفيراج شوهان هزيمة نكرة في معركة تارين الثانية في عام 1192 وعلى إثرها خضع جزء من راجستان مثل ناغور وأجمير ورانثامبور للحكم الإسلامي. كانت ميوار في مطلع القرن الثالث عشر أبرز وأقوى ولايات راجستان.
قاوم الراجبوت الغزوات الإسلامية لقرون وحافظوا على الطابع الهندوسي لممالكهم. حارب هزم رنا هامير سينغ ملك ميورا الدولة التغلقية وحكم جزءًا كبيرًا من راجستان. ثم حارب رنا كومبها ملك ميورا في القرن الخامس عشر سلاطين مالوا وناغور وكجرات وفاز عليهم لتصبح ميوار كأقوى مملكة راجبوت في الهند. نجح رانا سانغا في توحيد عشائر الراجبوت وأيضا الخانزاداس المسلمين في موات، تمكن رانا من هزيمة اللودهيون الأفغان في دلهي وسلطنات مالوا وكجرات. وسعى رانا لإقامة إمبراطورية هندية لكن هزمه السلطان المغولي الأول ظهير الدين بابر في معركة خانوا. عقب وفاة رانا سانغا ظهرت ماروار وأصبحت القوة المركزية في راجستان بقيادة راو مالديو راثور، واستولى على جايسالمر وأجزاء من غوجارات وجالور وناجور وأجميروسانكور وبهينمال ورادهانبور وبيانا وتونك وتودا ونبهارا ووسع حدود ماروار حتى السند في الغرب وحتى 50 كيلومتر من دلهي من الشمال. ألحق شير شاه الهزيمة بجيش راثور في معركة ساميل واستولى على أجزاء من ماروار لكن استردتها قوات راثور في العام 1545.

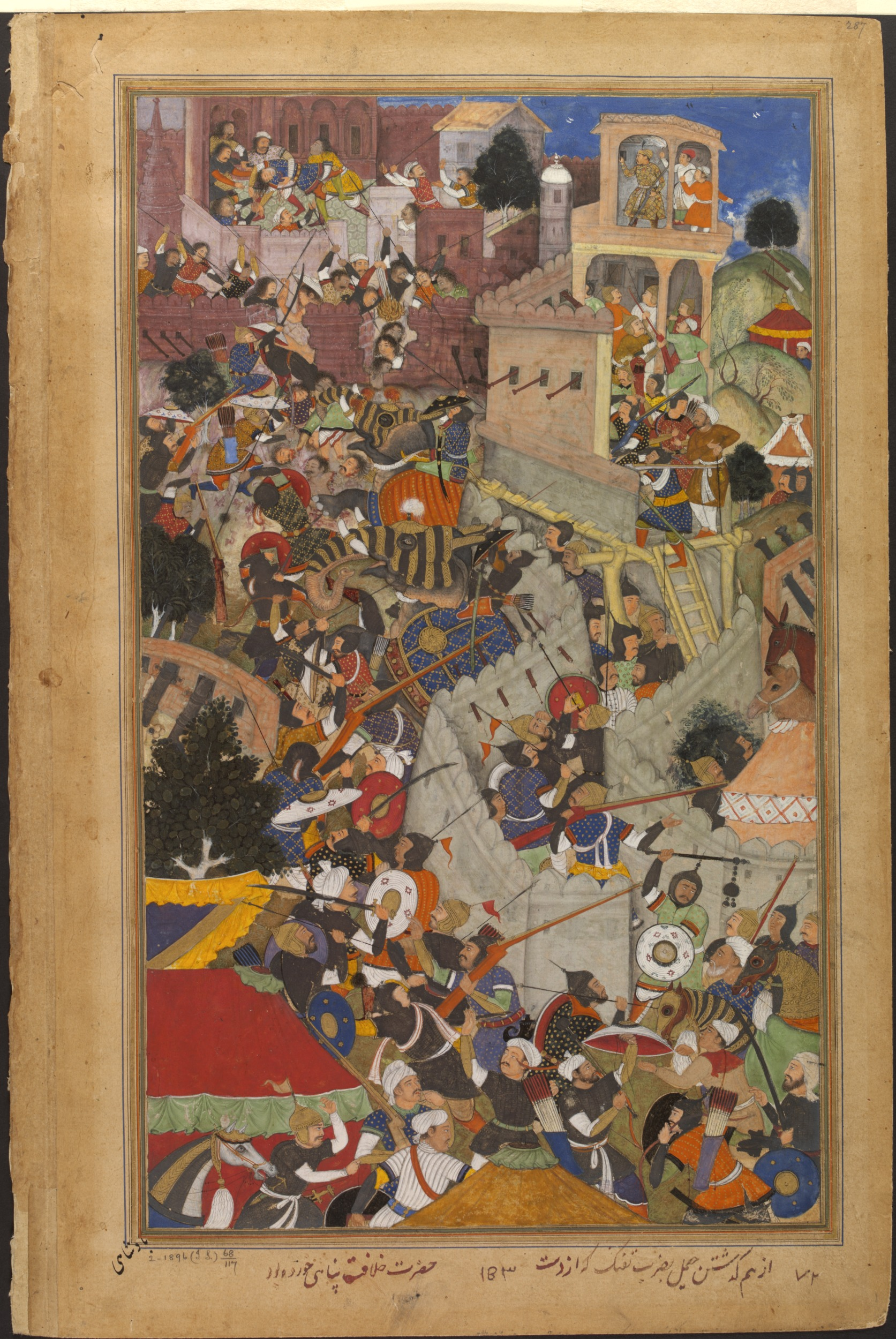
أكبر يطلق النار على قائد راجبوت جيمال أثناء حصار شيتور (1567-1568).

ولد هيمو البقال الإمبراطور الهندوسي في قرية ماشيري في منطقة الوار عام 1501. انتصر هيمو في 22 معركة ضد الأفغان وشمل حكمه من البنجاب إلى البنغال وولايتي أجميروألوار في راجستان وهزم قوات جلال الدين أكبر مرتين أولا في أغرا ثم في معركة دلهي عام 1556 قبل أن يعتلي عرش دلهي ويؤسس "هندو راج" في شمال الهند، إلا أنه قتل في معركة باني بت الثانية ضد المغول في 5 نوفمبر 1556.
عرض أكبر على الراجبوت الانضمام لسيطرة المغول وهو ما قبله معظم الراجبوات إلا حكام ميوار (رانا أوداي سينغ الثاني) ومروار (راو شاندراسن راثور) اللذان رفضا أي تحالف مع المغول. فحاصر أكبر شيتور (عاصمة ميوار) في 1567م واقتحم المدينة في العام التالي تشير بعض الروايات أن أكبر أجرى فيه مذبحة مروعة بمن بقي على قيد الحياة.
على أن أكبر فتح عاصمة مملكة ميوار إلا أن أغلب أراضيها بقيت تحت حكهما واعتلى عرش المملكة ماهارانا براتاب فقاتل المغول بسبب رؤيته لخطر الاتحاد معهم الانتقام لمذبحة شيتور وقاتل سلطنة المغول حتى وفاته (أكمل حروبه بعدما تولى جهانكير ابن أكبر العرش) ونجح في استعادة أجزاء واسعة من الإمارة إلا شيتور. عُرف ماهارانا براتاب في كل الهند بسبب بسالته، يقول ساتيش شاندرا: "إن مقاومة رانا براتاب الشجاعة للإمبراطورية المغولية العظمى، تقريبًا بمفرده وبدون دعم من الدول الراجبوتية الأخرى، تشكل ملحمة رائعة لشجاعة الراجبوت وروح التضحية من أجل المبادئ النبيلة". وتبع ذلك فتح أكبر لرنثنبور عاصمة مروار.
تمرد رانا راج سينغ الأول ودورجاداس على سلطان المغول أورنكزيب عالمكير. استغلوا تضاريس تلال أرافالي وأضروا بجيوش المغول التي كانت تسعى لغزو راجستان.
سعى بهادر شاه الأول لفرض سيطرته على راجستان كما فعل أسلافه لكنه فشل عندما قاومه راجبوت أمبر وميوار وماروار الثلاث. طرد الراجبوت قادة جودبور وبايانا واستردوا عامر في هجوم ليلي وقتلوا السيد حسين خان بارها، قائد ميوات وعددًا من الضباط المغول الآخرين. اضطر بهادر شاه الأول الذي كان في الدكن إلى مهادنة الراجبوت. أغار الزط بقيادة سوراج مال على أغروا فنهبوا المدينة وقتلوا الحامية المغولية فيها، فأخذوا الأبواب الفضية الكبيرة لمدخل تاج محل الشهير، والتي صهرها سوراج مال في عام 1763.
ضعفت سلطنة المغول مع مرور السنين بسبب القتن الداخلية التي ألهتهم عن الشؤون الخارجية. سيطرت إمبراطورية ماراثا على راجبوتانا في أواخر القرن الثامن عشر، ثم تبعتها الإمبراطورية البريطانية التي حكمت شبه الجزيرة الهندية في عام 1818.

استُنزفت ممالك راجبوت ماليًا وبشريًا في القرن التاسع عشر بسبب الحروب المتواصلة والجزية الكبيرة التي فرضتها إمبراطورية الماراثا. لذا أبرم الراجبوات معاهدات مع البريطانيين لكي يحموا ممالكهم من الاضطرابات والتمرد في أوائل القرن التاسع عشر بشرط قبول السيداة البريطانية عليهم.

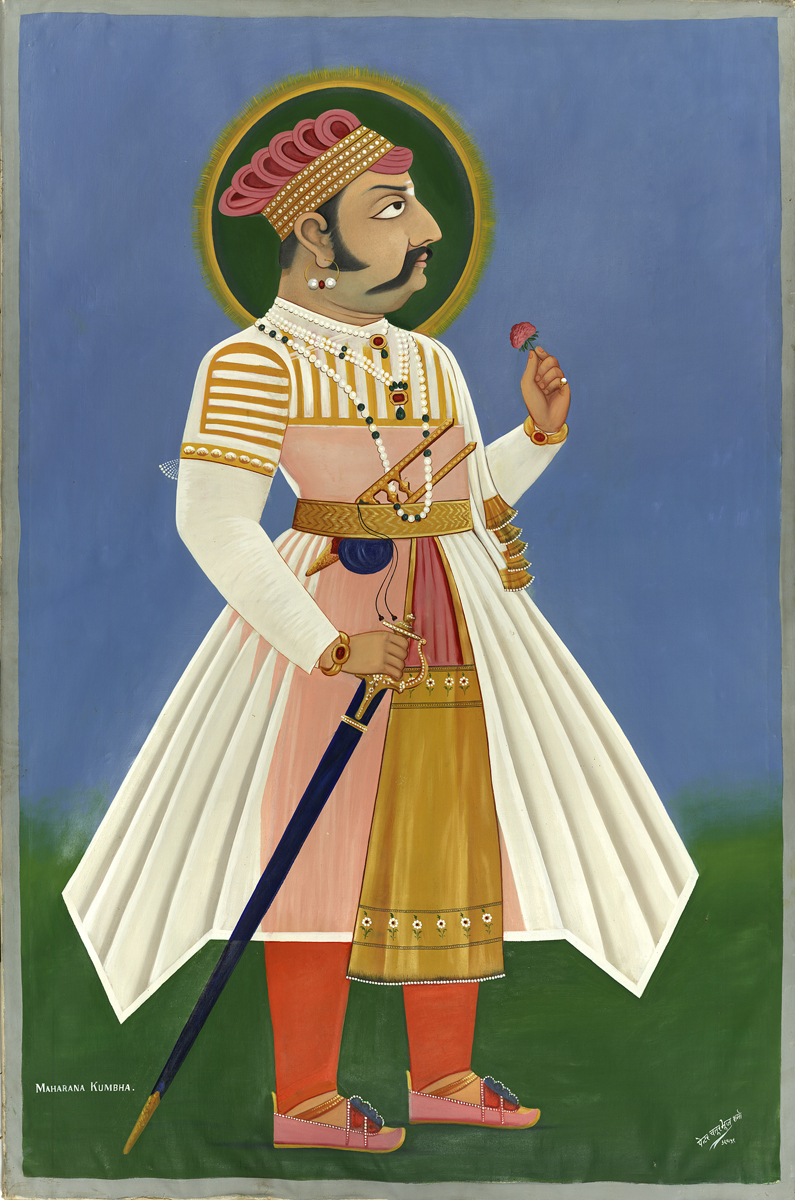
رنا كومبها سيد الراجبوت في القرن الخامس عشر.
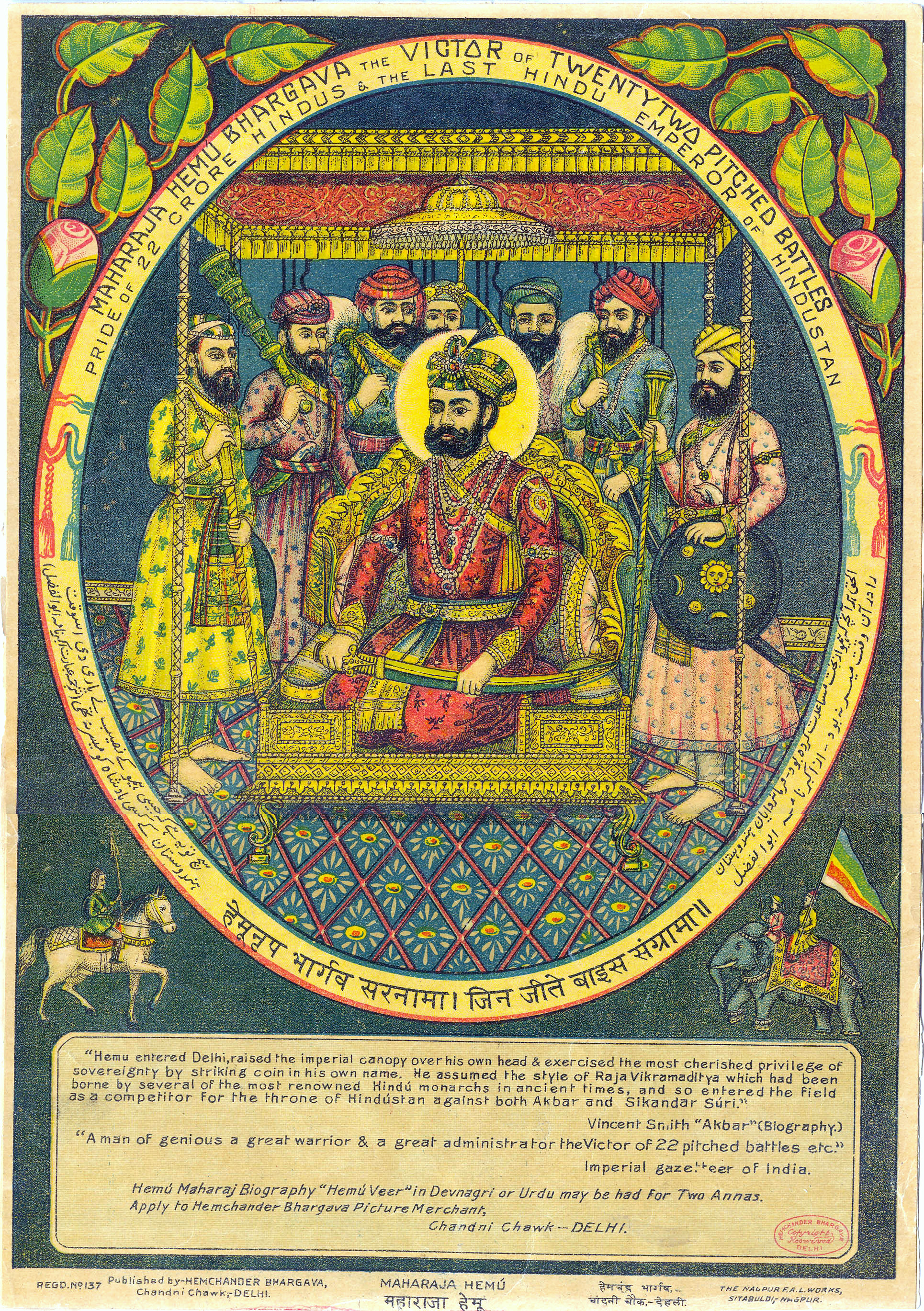
منمنة لهيمو البقال الذي أسس مملكة هندوسية في شمال الهند
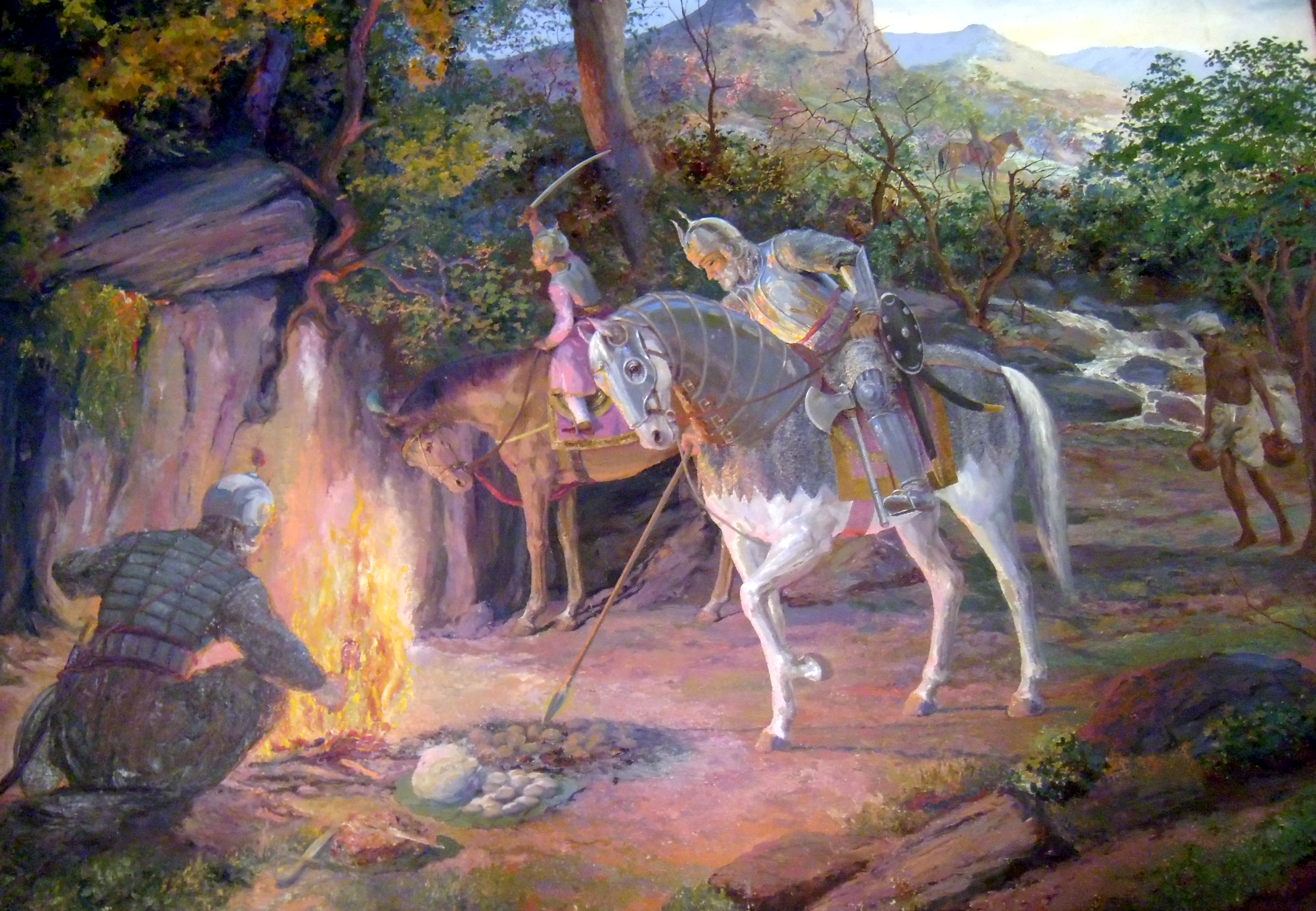
دورجاداس راثور محارب راثور من جودبور والذي لعب دورا مهما في حماية سلالة راثور في ماروار والذي تمرد ضد أورنكزيب.
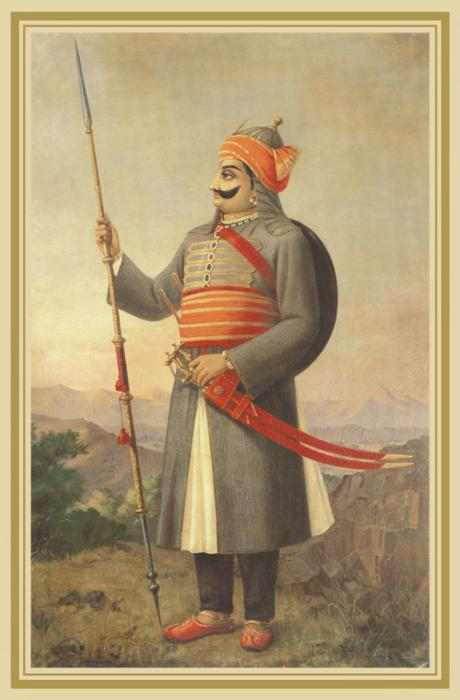
ماهارانا براتاب سينغ حاكم راجبوت ميورا في القرن السادس عشر والمعروف بدفاعه عن مملكته ضد الغزو المغولي.
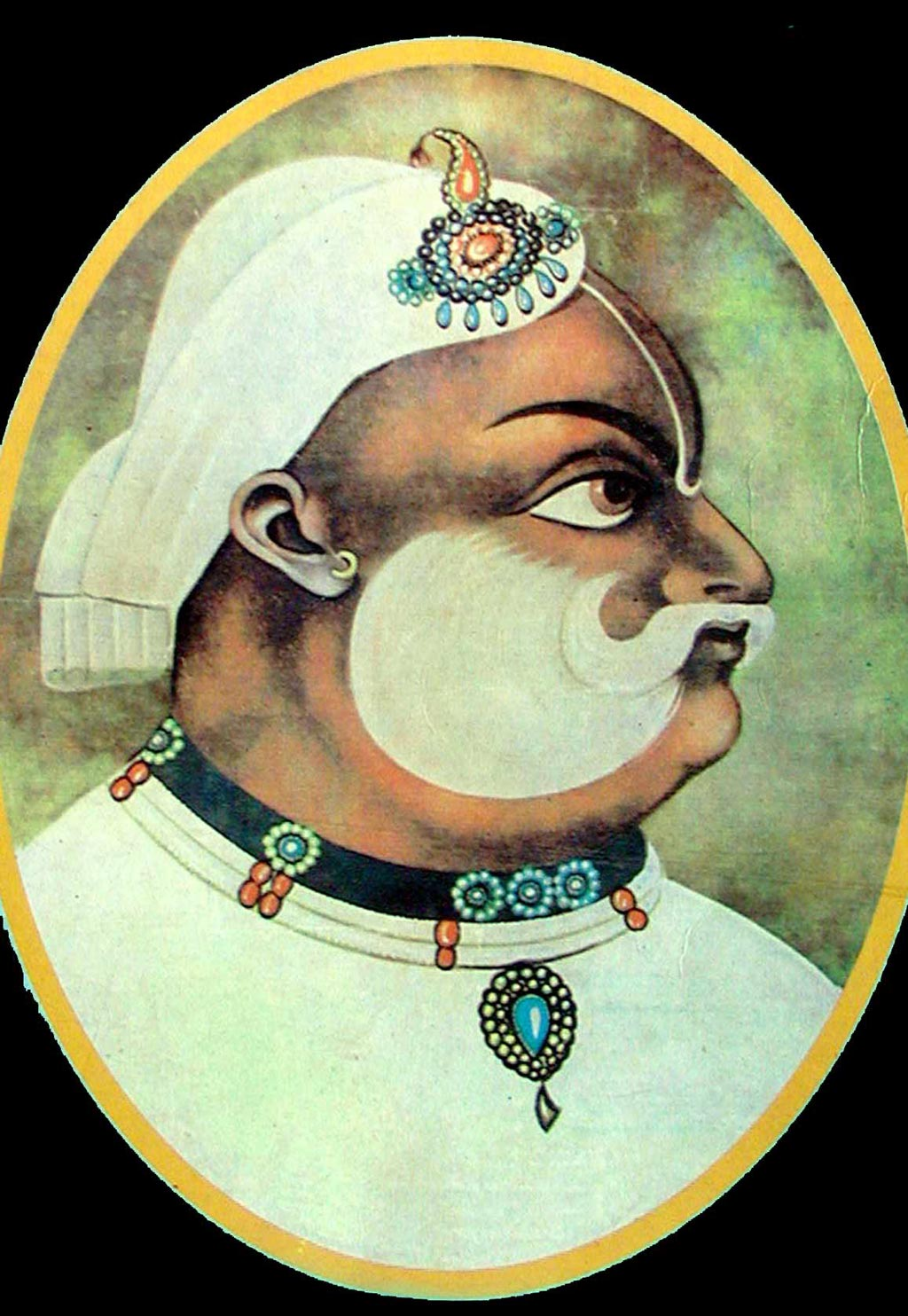
سوراج مال أحد أعظم حكام برتبور. وقد وصفه بعض المؤرخين المعاصرين بأنه "أفلاطون شعب الزط"، وأطلق عليه كاتب حديث لقب "أوديسيوس الزط"، نظرًا لحكمته السياسية وذكائه الحاد ورؤيته الثاقبة.

### العصر الحديث
تأسست ولاية راجستان في 30 مارس 1949، عندما دمجت ولايات راجبوتانا التابعة لبريطانية السابقة في الهند في الاتحاد الهندي. تشمل راجستان الحديثة معظم مناطق راجبوتانا أي أنها تشمل تسع عشرة ولاية أميرية سابقة وثلاث مشيخات ومنطقة أجمير ميروارا. من الولايات الأميرية الرئيسة في راجبوت كانت جايسالمر وماروار (جودبور) وبيكانير وميوار (تشيتورجاره) وألوار ودوندار (جيبور). وكانت برتبور ودولبور من ولايات الزط الأميرية وتونك ولاية البشتون أميرية. والرئاسات الثلاث كانت لاوا ونمرانا وكوشالجاره.

## الجغرافيا

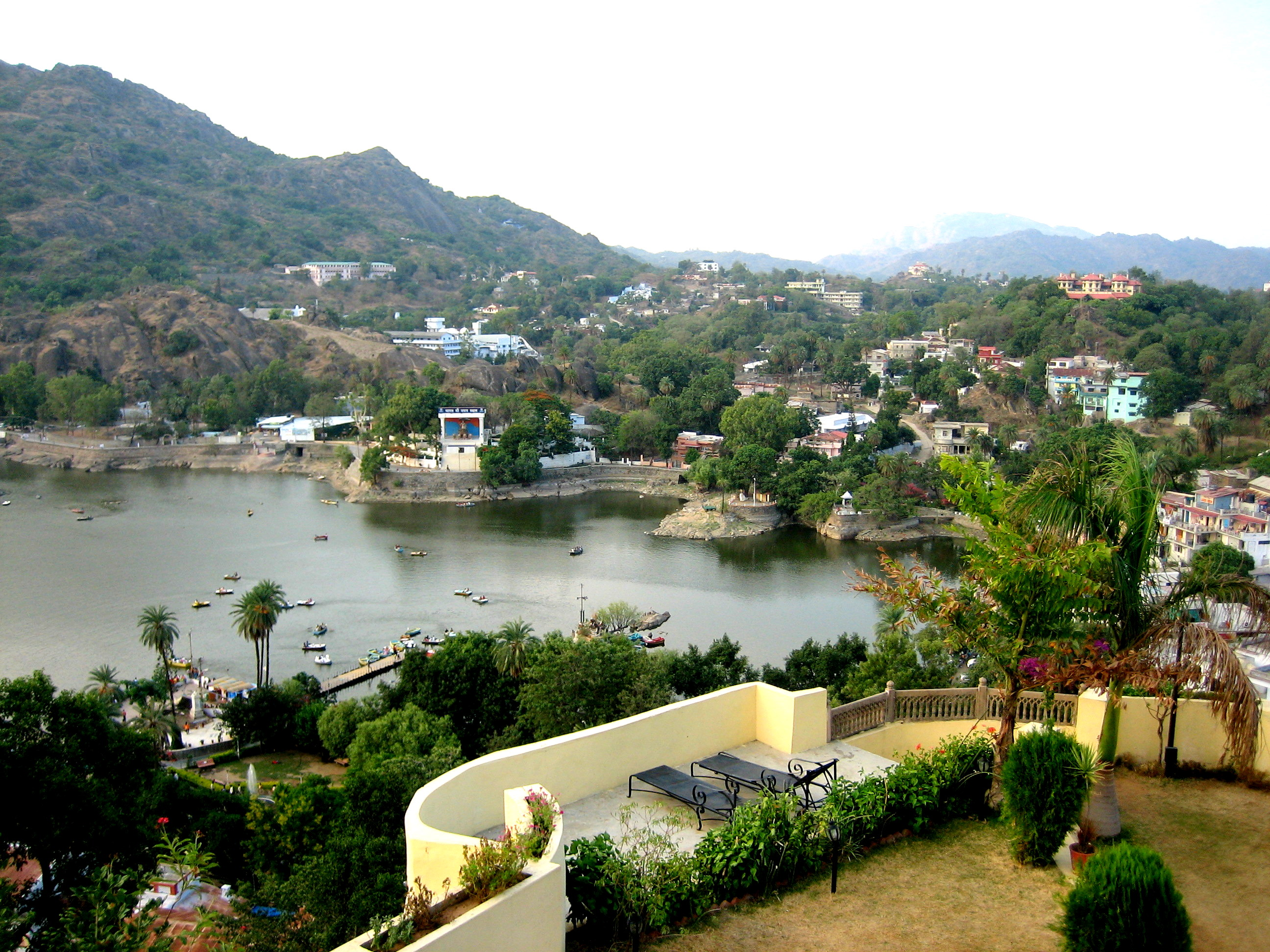
جبل أبو.

أبرز المعالم الجغرافية لراجستان هي صحراء طهار وسلسلة جبال أرافالي التي تمتد من جنوب غرب الولاية إلى شمالها الشرقي لأكثر من 850 كيلومتر (530 ميل). أعلى قمة بالولاية هو جبل أبو الواقع في الطرف الجنوبي الغربي ويفصله عن السلاسل الرئيسية نهر باناس الغربي. توجد العديد من سلسلة التلال التي تقطع الولاية. حوالي ثلاثة أخماس راجستان تقع شمال غرب جبال أرافالي والخمسين الباقيين في الجنوب الشرقي والشرق.

المنطقة الشمالية الغربية من الولاية صحراوية وقاحلة قليلة المياه لكنها تصبح الأراضي خصبة أكثر في أقصى الغرب والشمال الغربي، المنطقة الجنوبية الشرقية أعلى وأكثر خصوبة وتتميز بتضاريس متنوعة. تقع منطقة موار الجبلية في الجنوب، في أقصى الشمال توجد السهول المنبسطة مثل سهول برتبور الشمالية الشرقية وهي جزء من حوض غريني. تقع مدينة ميرتا تقريبا في وسط الولاية في المركز الجغرافي لولاية راجستان.

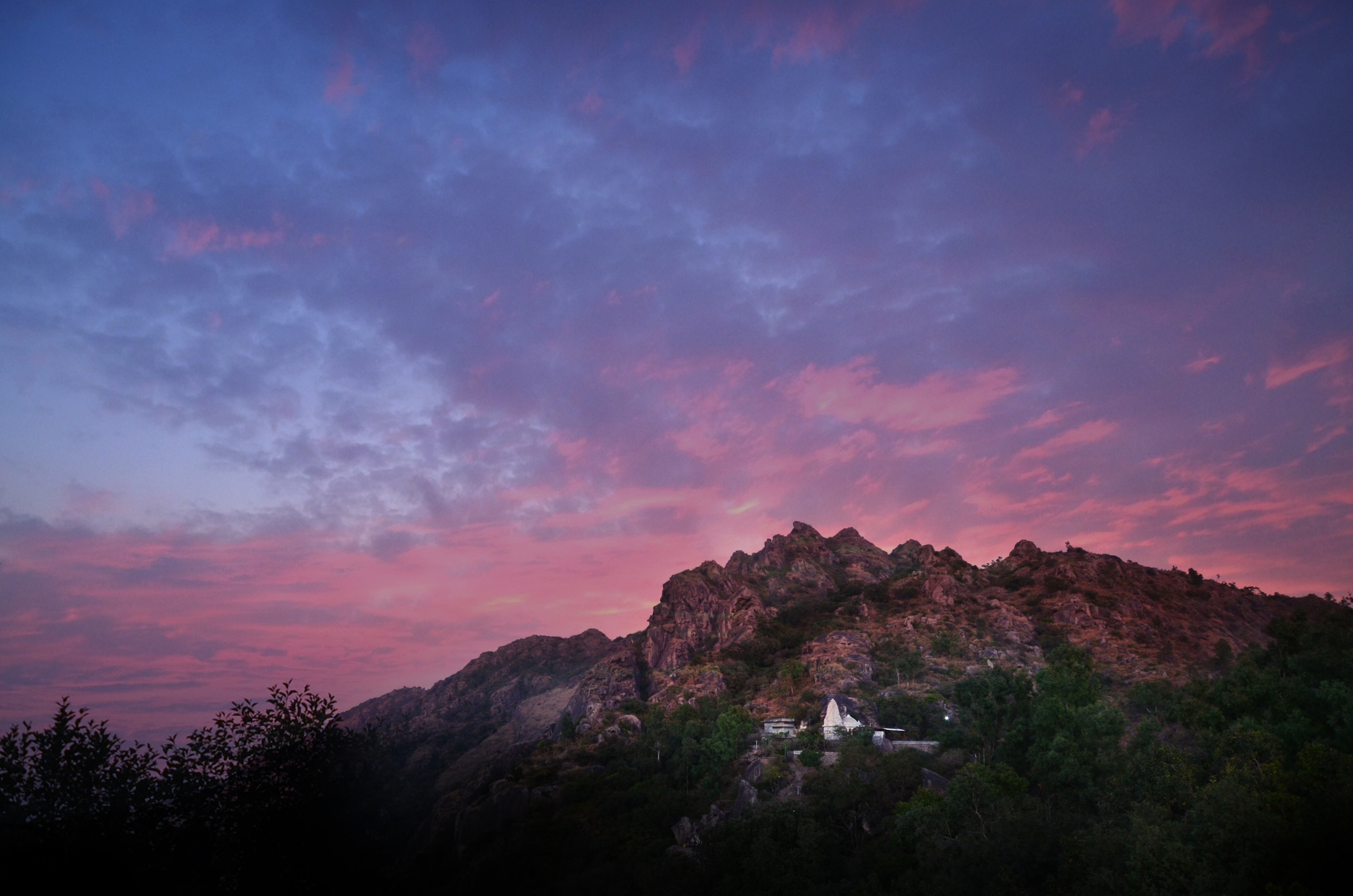
جبل أبو في ولاية راجستان.
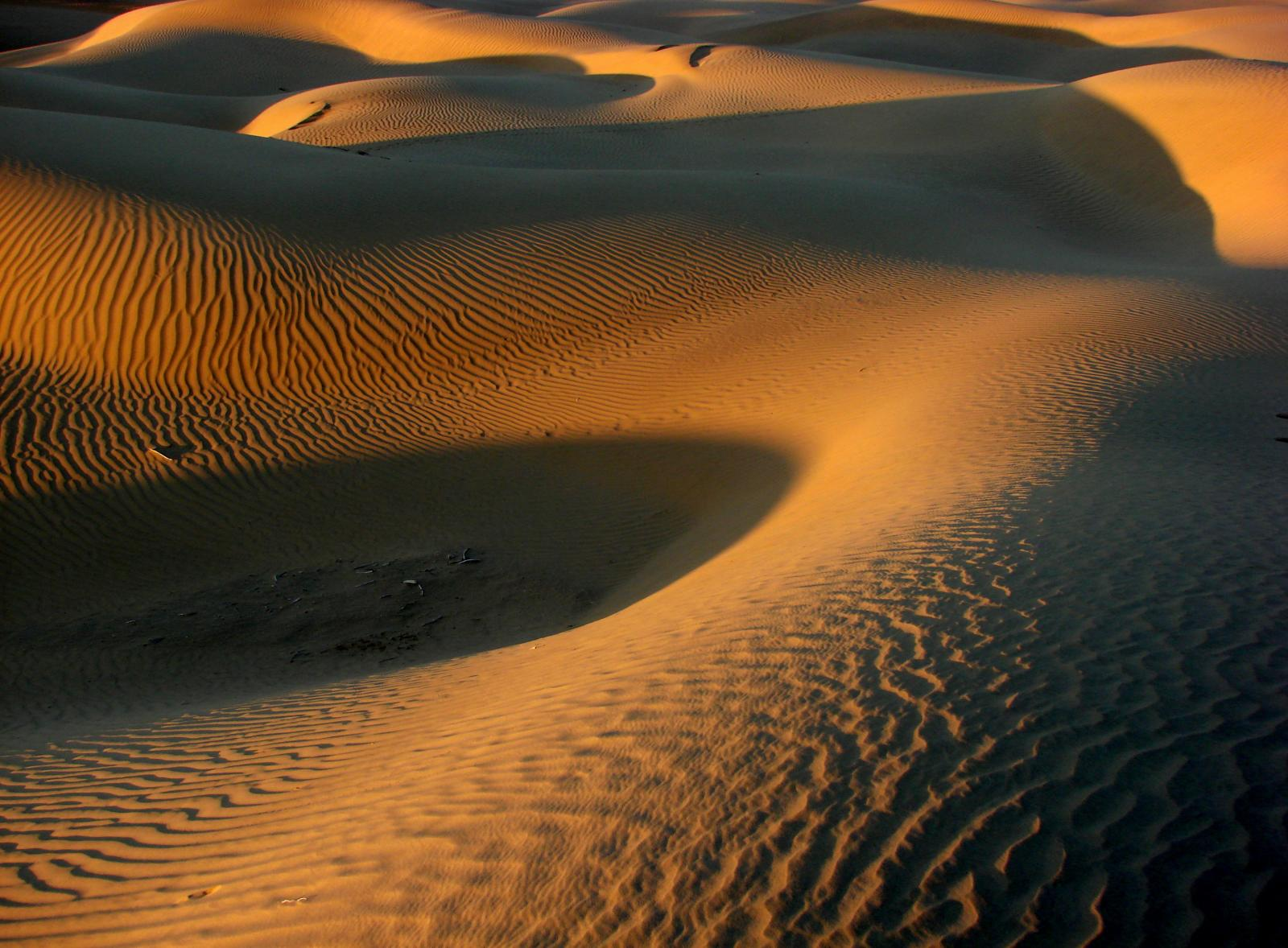
صحراء طهار بالقرب جيسلمير.
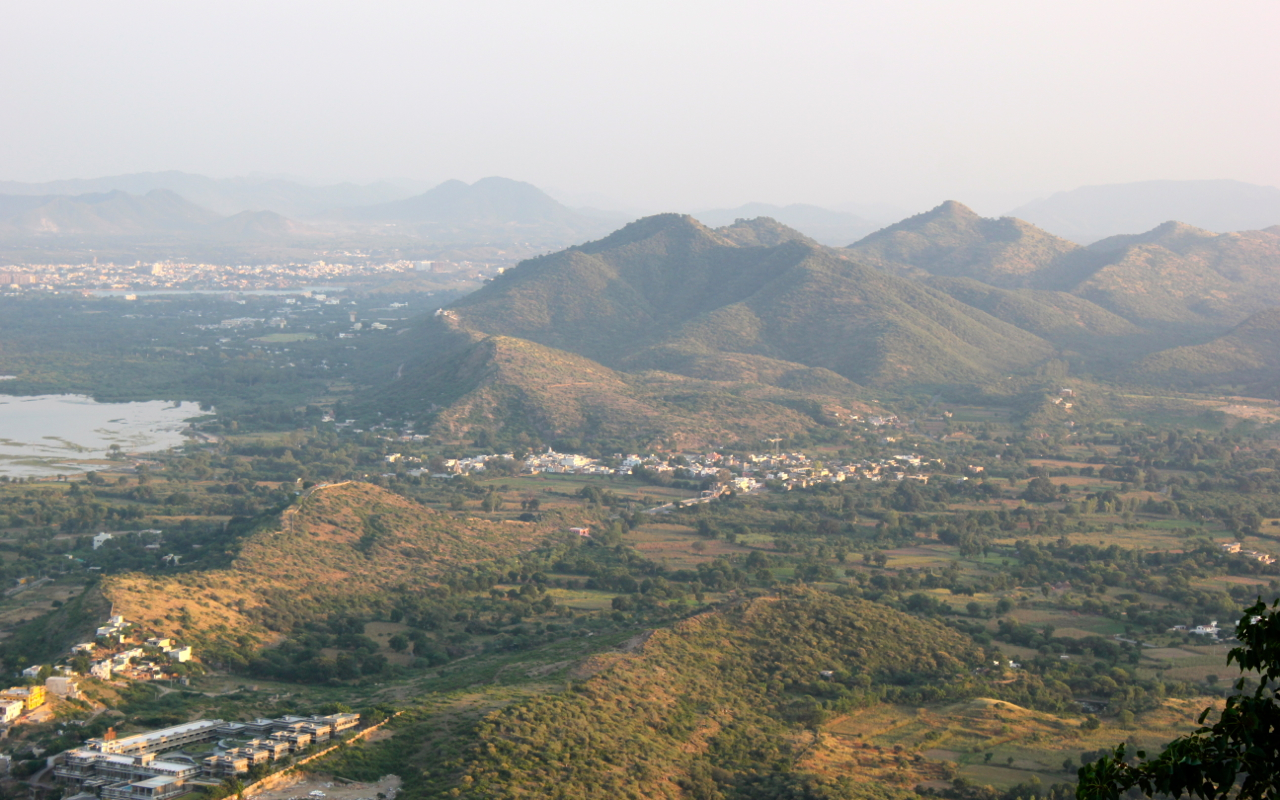
منظر جوي لتلال أودايبور وأرافالي.

### الحياة البرية
| حيوان الولاية | غزال هندي وجمل     |
| طائر الولاية  | حبارى هندية عملاقة |
| زهرة الولاية  | فرفار              |

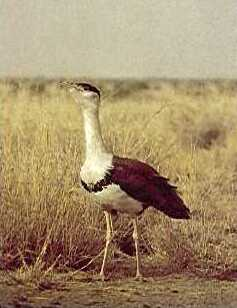
حبارى هندية عملاقة وهو نوع مهدد بخطر انقراض أقصى منذ 2011

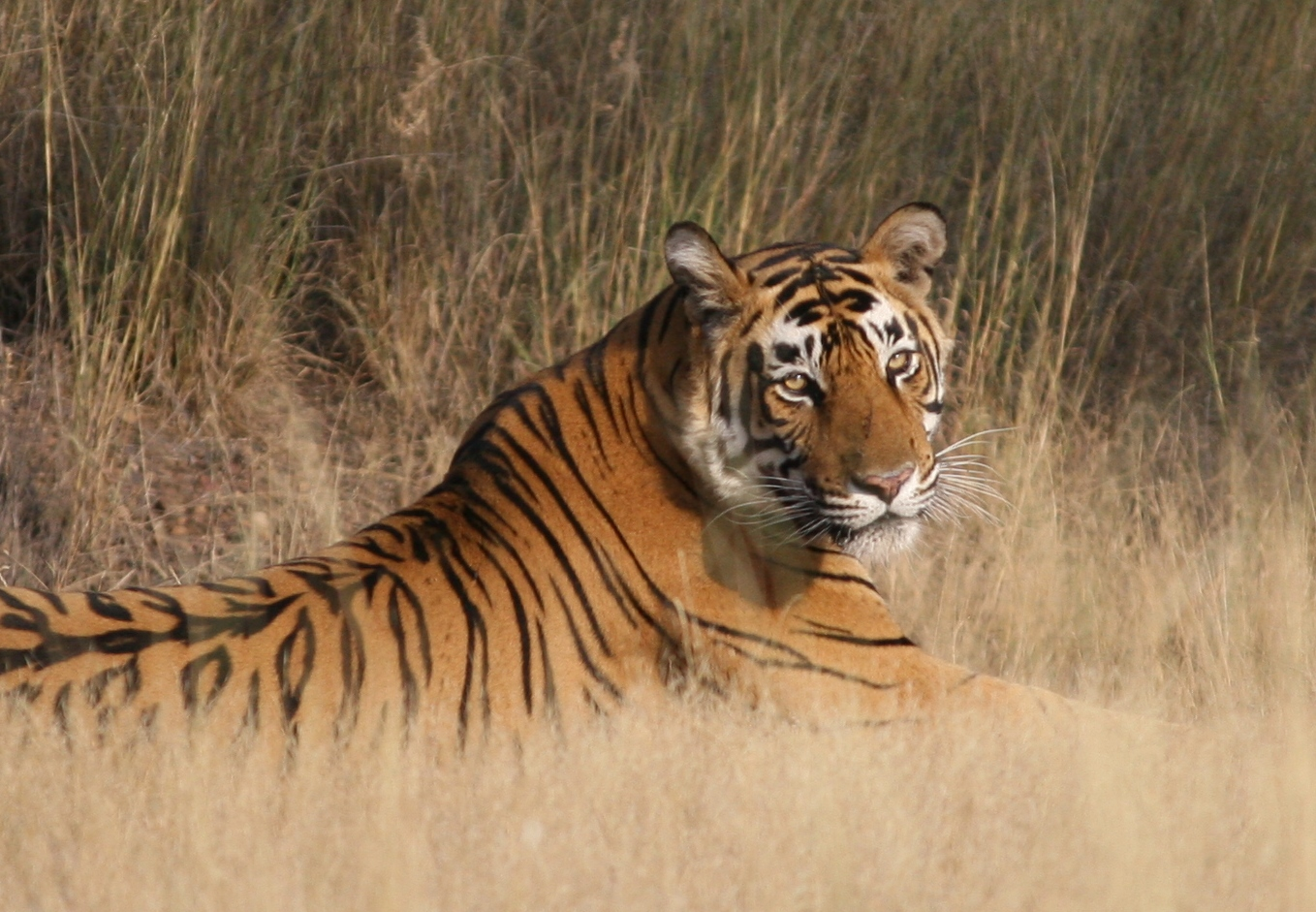
نمر في حديقة رانثامبوري الوطنية

تُعتبر الحديقة الوطنية الصحراوية في جيسلمير بمساحتها 3,162 كيلومتر مربع (1,221 ميل2) نموذجًا رائعًا للنظام البيئي لصحراء طهار وتنوعها الحيواني، تُوثق الأصداف البحرية وجذوع الأشجار المتحجرة العملاقة الموجودة في الحديقة التاريخ الجيولوجي للصحراء. تُعد المنطقة موطنًا للعديد من الطيور المهاجرة والمقيمة، يمكن مشاهدة فيها العديد من العقاب والمرزة والصقور والحميمق والعوسق والنسر وعقاب صرارة وعقاب لموع وعقاب مرقطة وصقر لاغار. لكن تضر الطرق المارة بالحديقة بالعديد من الأنواع البرية فسجلت العديد من موت البرمائيات والزواحف والطيور والثدييات في الطرق.
أصبحت حديقة رانثامبوري الوطنية الواقعة في ساواي مادهوبور واحدة من المحميات الشهيرة للنمور في البلاد وانضمت إلى مشروع النمر في عام 1973.
يوجد في محمية تل تشابارفي سوجانجاره، منطقة شورو التي تبعد 210 كيلومترات (130 ميل) عن جيبور في منطقة شيخاواتي، عددًا كبيرًا من الظباء الهندية. يمكن رؤية هذه الحيوانات بالولاية: ثعلب أحمر وعناق الأرض وحجل ومرزة وملكة العقبان الشرقية ومرزة باهتة وmarsh harrier وعقاب صرارة وعقاب لموع وباشق وقبرة متوجة وكركي سنجابي وقبرة الحقول الشرقية وgreen bee-eater وbrown dove وأبو منجل أسود هندي وقطويات صنفت الحبارى الهندية العملاقة طائر الولاية ضمن قائمة الأنواعالمهددة بالانقراض منذ عام 2011.
يقع منتزه رانثامبوري الوطني على بعد 7 كيلومترات من محطة ساواي مادهوبور للسكك الحديدية وهو مشهور عالميًا بأعداد به النمور، ويعتبره عشاق البرية والمصورون واحدًا من أفضل الأماكن في الهند لرؤية النمور. انقرضت النمور في ساريسكا سابقًا بسبب الصيد الجائر والإهمال لكن أعيد توطين خمسة نمور بها. من أبرز محميات الحياة البرية محمية جبل أبو ومحمية بهنسرود جاره ومحمية دارا ومحمية جيسامند ومحمية كومبهالجاره للحياة البرية ومحمية جواهر ساجار ومحمية سيتا ماتا للحياة البرية.

## الحكم والإدارة

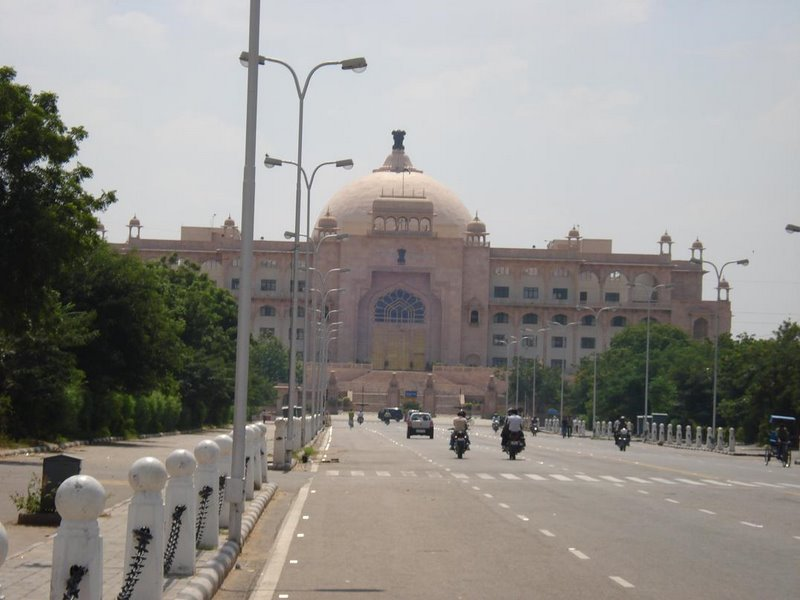
جمعية راجستان التشريعية

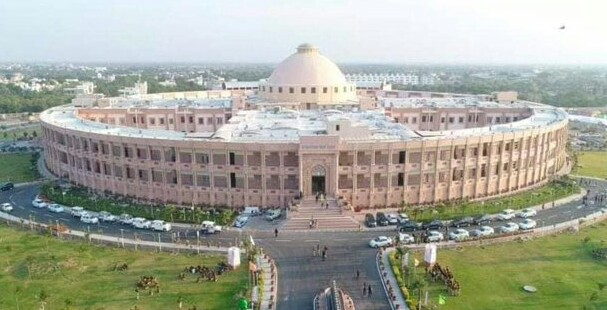
محكمة راجستان العليا

تُدار االولاية نظام برلماني يقوم على الديمقراطية التمثيلية. يشغل الحاكم منصب الرأس الدستوري للولاية، في حين يتولى رئيس الوزراء مهام رئيس الحكومة ورئيس مجلس الوزراء. تتكون الجمعية التشريعية من 200 عضو يُنتخبون لفترة خمس سنوات. يمثل الولاية 25 مقعدًا في لوك سابها مجلس النواب بالبرلمان الهندي، و10 مقاعد في راجيا سابها مجلس الشيوخ.
تُقسم الدولة إلى 10 أقسام و50 مقاطعة لأغراض الإدارة. يكون مفوض الشعبة هو رئيس الإدارة على مستوى الشعب، ويُدير الإدارة في كل مقاطعة قاضي المقاطعة/جامع المقاطعة وهو موظف في دائرة الخدمات الإدارية يُساعده موظفون من خدمات الإدارية في راجستان. يُشرف على كل منطقة مشرف شرطة، وهو ضابط من خدمة الشرطة الهندية (IPS) أيضًا يُساعده ضباط من خدمات شرطة راجستان. تتمثل مسؤوليتهم الأساسية في الحفاظ على القانون والنظام والتعامل مع القضايا ذات الصلة في مقاطعاتهم. يُشرف على إدارة الغابات والبيئة والحياة البرية في المقاطعة مسؤول الغابات وهو عضو في دائرة الغابات الهندية ويُعاونه ضباط من دائرة الغابات في راجستان ودائرة راجستان الفرعية.
تقع المحكمة العليا لراجستان في جودبور، ولها مقر رئيسي في جودبور وفرع في جيبور، بالإضافة إلى محاكم المقاطعات ومحاكم الجلسات في كل مقاطعة أو قسم جلسات، ومحاكم أدنى على مستوى التحصيل. يُعيّن رئيس الهند رئيس قضاة المحكمة العليا في راجستان بناءً على توصية من رئيس قضاة المحكمة العليا الهندية وحاكم راجستان. في راجستان، تُعتبر الخدمة القضائية جزءًا أساسيًا من السلطة القضائية للولاية، وتنقسم إلى فئتين: الخدمات القضائية المدنية والخدمة القضائية العليا. تشمل الفئة الأولى القضاة المدنيين (الشعبة الصغرى) والقضاة القضائيين والقضاة المدنيين (الشعبة العليا) ورئيس القضاة القضائيين، بينما يتكون الأخير من قضاة مدنيين وقضاة جلسات. ويتولى قاضي المقاطعة الإشراف على الدائرة القضائية الفرعية في راجستان.
السكرتير الأول لولاية راجستان هو أوشا شارما، والمدير العام للشرطة في راجستان هو أوميش ميشرا.

### التقسيمات والأحياء والمدن

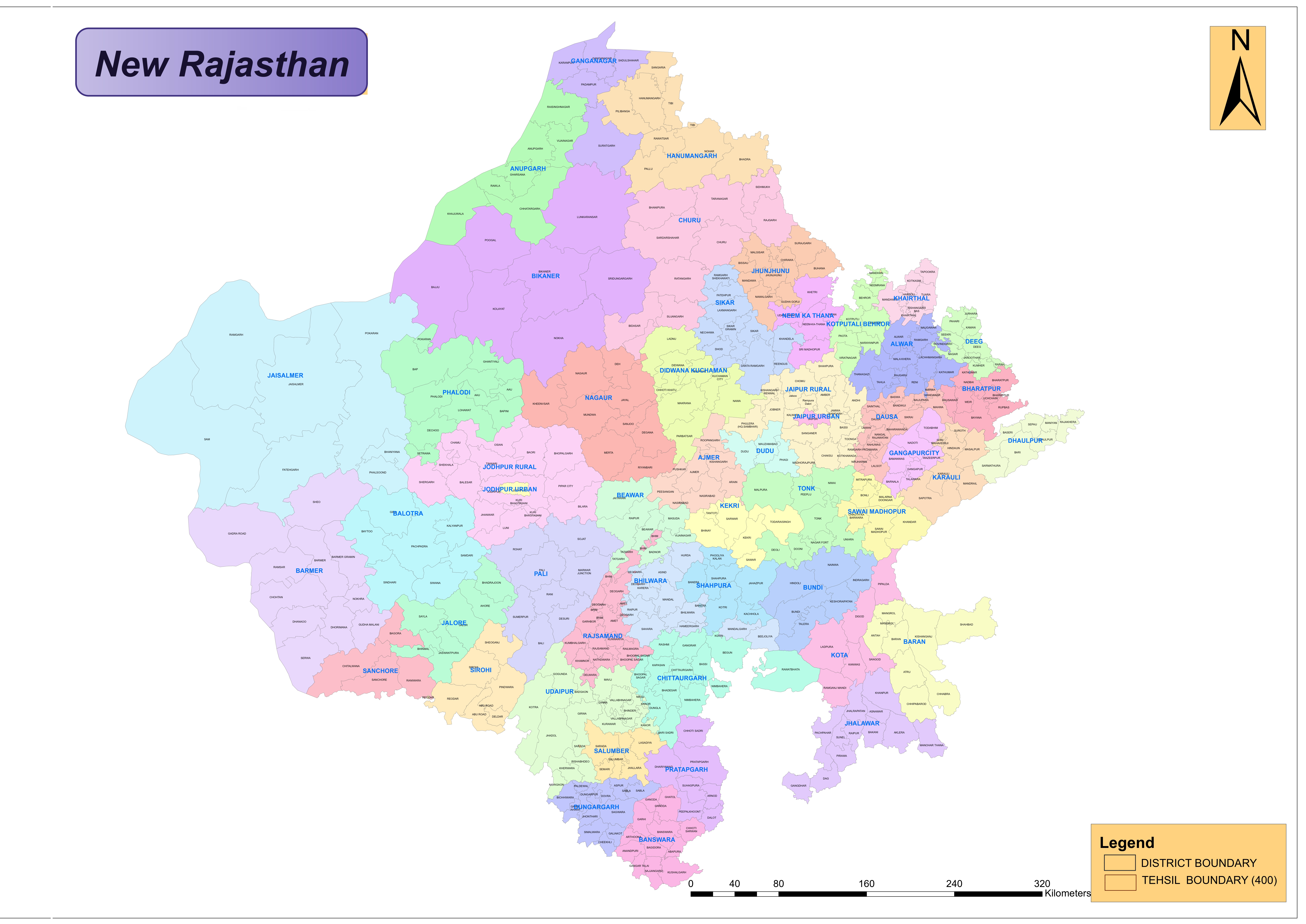
مناطق راجستان

تنقسم ولاية راجستان إلى 50 منطقة ضمن عشرة أقسام:
| الأقسام  | المناطق                                                                       |
| -------- | ----------------------------------------------------------------------------- |
| جيبور    | جايبور جايبور جرامين منطقة الوار خيرتال-تجارة منطقة داوسا دودو كوتبوتلي بهرود |
| جودبور   | منطقة بارمر منطقة جايسالمر فالودي منطقة جودبور جودبور جرامين بالوتارا         |
| أجمير    | منطقة أجمر بيوار منطقة ناجور منطقة تونك شاهبورا كيكادي ديدوانا كوتشمان        |
| أديبور   | منطقة أودايبور سالومبار منطقة شيتورغاره بيلوارا راجسامند                      |
| بيكانير  | منطقة بيكانير Anupgarh منطقة جانجانجار منطقة هانومانجرا                       |
| كوتة     | منطقة باران منطقة بوندي منطقة جهالورا منطقة كوتا                              |
| برتبور   | منطقة بهاراتبور منطقة دولبور منطقة كاراولي منطقة ساواي مادهوبار Deeg Gangapur |
| سيكار    | سيكار ، جونجونو ، نيم كا ثانا ، تشورو                                         |
| بالي     | بالي، سيروهي، جالور، سانكور                                                   |
| بانسوارا | بانسوارا، دونجاربور، براتابجاره                                               |

هناك 5 مدن يزيد عدد سكان كل منها عن مليون نسمة في راجستان. العدد الكلي لسكان الحضر في الولاية هو 17.4 مليون نسمة وهو ما يمثل 24.87٪ من إجمالي سكان الحضر. توجد في الولاية 10 شركات بلدية و34 مجلسا بلديا و172 ناجر بنشيات. توجد في جيبور وجودبور وكوتة شركتان بلديتان لكل منها منذ أكتوبر 2019 نظرًا لأن عدد سكانها تجاوز مليون نسمة.

## السكان
أديان راجستان (2011)
بلغ إجمالي عدد سكان راجستان 68,548,437 نسمة وهو ما يمثل 5.66٪ من إجمالي سكان الهند بكثافة سكانية تبلغ 201 نسمة لكل كيلومتر مربع في تعداد 2011. كانت نسبة الجنس 928 امرأة لكل 1000 رجل وهي أقل من المتوسط الوطني البالغ 943. يشكلون السكان الأصليون الأغلبية السكانية في راجستان يتبعهم السنديون الذين هاجروا من مقاطعة السند (الآن جزء من باكستان) وقت تقسيم الهند في عام 1947. يشكل الهندوس أغلبية سكان راجستان بنسبة 88.49٪ والمسلمين بنسبة 9.07٪ والسيخ بنسبة 1.27٪ والجاينيين بنسبة 0.91٪.
شكل البراهمة ما بين 8٪ إلى 10٪ من سكان راجستان في تقرير عام 2003 لكنهم انخفضوا إلى 7٪ فقط في تقرير عام 2007. وذكر تقرير DNA India لعام 2007 أن 12.5٪ من سكان الولاية هم من البراهمة. ذكر تقرير Moneycontrol.com وقت انتخابات الجمعية التشريعية لراجستان في عام 2018 أن نسبة الطبقات المجدولة هي 18٪ والقبائل المجدولة 13٪ والزط 12٪ والجورجار والراجبوت 9٪ لكل منهما والبراهمة ومنيا 7٪ لكل منهما. ويتفق تقرير هندوستان تايمز لعام 2019 مع التقرير السابقة في نسبة القبائل المجدولة البالغة 13٪ وكذلك نسبة المنيا البالغة 7٪. ذكر تقرير دويتشه فيله أن الزط يشكلون 12-15٪ من سكان راجستان يليهم المنيا بنسبة 10٪ والجورجار بنسبة 6٪. بينما ذكر تقرير بي بي سي الهند لعام 2007 أن المينا شكلوا 14٪ والجورجار 4٪ من سكان الولاية.

### المدن الكبرى
| المدن         | عدد السكان |
| ------------- | ---------- |
| جيبور         | 3,073,349  |
| جودبور        | 1,138,300  |
| كوتا          | 1,001,694  |
| بيكانر        | 647,804    |
| أجمير         | 551,101    |
| أودايبور      | 474,531    |
| بهيلوارة ‏     | 360,009    |
| الوار         | 341,422    |
| بهاراتبور ‏    | 252,838    |
| سري جانجانجر ‏ | 249,914    |

### اللغات
لغات راجستان (2011)
الهندية هي اللغة الرسمية للبلاد وتعتبر اللغة الإنجليزية اللغة الرسمية الثانوية. يتحدث أغلب السكان لغات راجستان وهي مجموعة اللغات الهندية الآرية الراجستانية. يتحدث بالهجات البنجابية والبجرية في الشمال ويُتحدث بالشيخواتي والدونداري في الشمال الشرقي ويُتحدث بالميواتي في منطقة موات في الشرق وبالبراجية في أقصى الشرق.
اللغات التي تدرس بموجب صيغة اللغات الثلاث هي:
- اللغة الأولى: الهندية
- اللغة الثانية: الإنجليزية
- اللغة الثالثة: الكجراتية أو البنجابية أو السنسكريتية أو السندية أو الأردية

## الاقتصاد

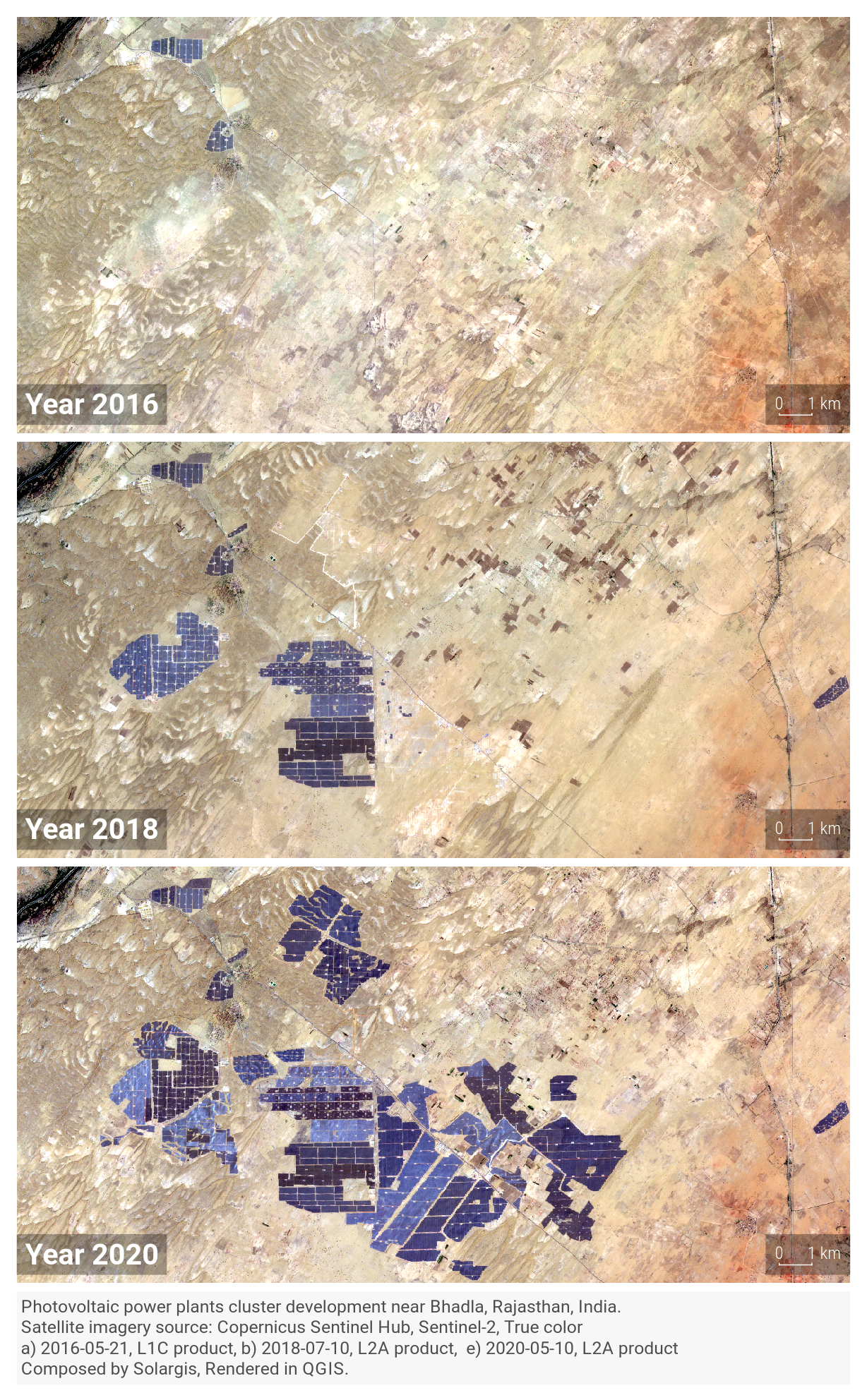
تطور حديقة بهادلا للطاقة الشمسية (الهند) وهي أكبر مجموعة محطات الطاقة الكهروضوئية في العالم في عام 2020

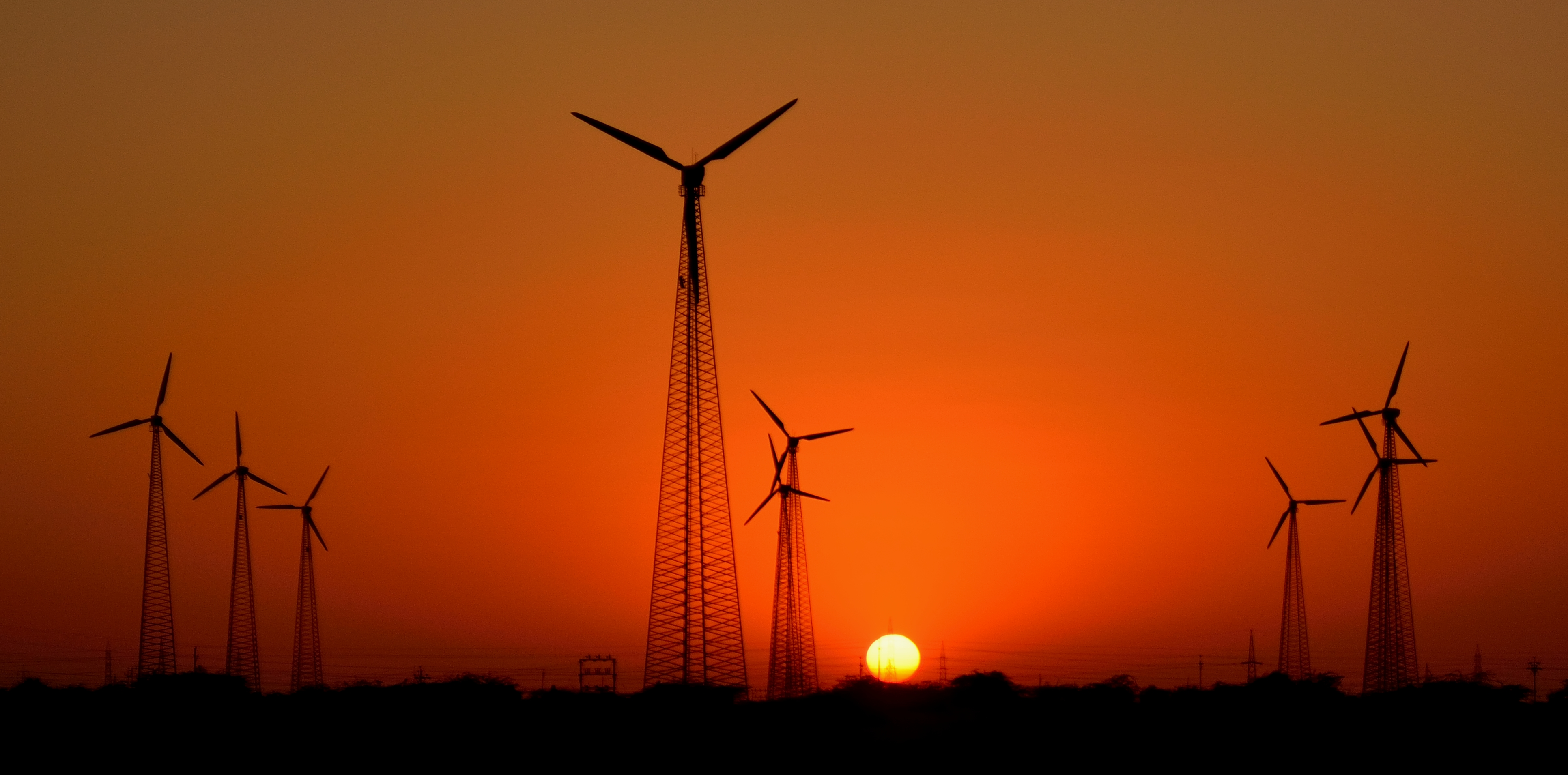
توربينات الرياح بالقرب من بادا باغ، راجستان.

يقوم اقتصاد ولاية راجستان بالأساس على الزراعة وتربية المواشي. تُزرع مساحات شاسعة بالقمح والشعير بالإضافة إلى البقوليات وقصب السكر والبذور الزيتية. كما أنها الولاية الأكبر في إنتاج الصوف بالهند والمنتج الرئيسي والمستهلك للأفيون. يوجد موسمان رئيسيان للزراعة، وتُستخدم مياه الآبار والخزانات للري. راجستان هي أكبر منتج لبذور اللفت والباجرا والخردل والصوف في الهند وثاني أكبر منتج للبذور الزيتية والتوابل والحليب. راجستان هي ثالث أكبر منتج لفول الصويا في الهند.
تحتل الولاية المرتبة الثانية في إنتاج ألياف البوليستر في الهند. توجد العديد من الشركات الكيميائية والهندسية الكبرى في مدينة كوتة بجنوب راجستان. تتميز الولاية بنشاطها في مجال المحاجر والتعدين. راجستان هي ثاني أكبر منتج للأسمنت في الهند وتمتلك رواسب ملحية غنية في سامبهار ومناجم نحاس في خيتري وجونجونو ومناجم زنك في داريبا وزوار ورامبورا أغوشا بالقرب من بيلوارا. يُستخدم الحجر الرملي من جودبور بشكل أساسي في الآثار والمباني الهامة والسكنية، ويُعرف هذا الحجر باسم "شيتار باثار". راجستان تُعد أيضًا جزءًا من الممر الصناعي بين مومباي ودلهي، ومن المتوقع أن تستفيد اقتصاديًا منه. تحصل الولاية على 39% من DMIC، مع تحقيق فوائد كبيرة للمناطق الرئيسية مثل جيبور وألوار وكوتة وبيلوارا. كما تمتلك راجستان احتياطيات من الحجر الجيري منخفض السيليكا.
وقد نجحت ولاية راجستان في ربط 100% من سكانها بالطاقة الكهربائية بحلول عام 2019، محسنةً بذلك نسبة الوصول للكهرباء من 71% في عام 2015. يُعد قطاع الطاقة المتجددة الأكثر أهمية في تعزيز قدرات التوليد وتركز حكومة الولاية على الطاقة الشمسية بشكل خاص. اعترف بحديقة بهادلا للطاقة الشمسية ثالث أكبر تجمع لمحطات الطاقة الكهروضوئية في منطقة واحدة في العالم في عام 2024، بطاقة مركبة تتجاوز 2.2 جيجاوات.

## النقل
مطار جيبور الدولي (JAI) في جيبور هو المطار الدولي الأكبر والأكثر ازدحامًا في الولاية وهو الوحيد بالولاية الذي يقدم خدمات دولية إلى دبي والشارقة ومسقط وأبو ظبي. يوجد في ولاية راجستان خمسة مطارات مدنية أخرى هي: مطار جودبور ومطار أودايبور ومطار أجميرومطار بيكانير ومطار جايسالمر وتديرها هيئة المطارات في الهند وتشاركها في ذلك القوات الجوية الهندية. تربط هذه المطارات الولاية بالمدن الكبرى في الهند مثل دلهي ومومباي وكلكتا وحيدر أباد وتشيناي وبنغالور.
يشكل طول السكك الحديدية في راجستان 8.66% من إجمالي طول السكك الحديدية في الهند. محطة جيبور هي المركز الرئيسي للسكك الحديدية الشمالية الغربية. يغد جيبور سوبرفاست إكسبريس الأسرع في الولاية ويربط مومباي العاصمة المالية للهند بجيبور. يربط طهار مدينة جودبور (الهند) إلى كراتشي (باكستان) الذي افتتح في 2006 لكنه توقف في عام 2019.
تخدم الولاية شبكة طرق واسعة تربط بين المراكز الحضرية والأسواق الزراعية والمناطق الريفية. هناك 33 طريقًا سريعًا وطنيًا في الولاية مساحتها 10,004.14 كـم (6,216.28 ميل). الطول الإجمالي للطرق في الولاية يبلغ 269,028 كم. إدارة الأشغال العامة مسؤولة عن صيانة وتوسيع الطرق السريعة والطرق الرئيسية بالولاية. يشكل طريق جيبور كيشانجاره السريع جزءًا من المشروع الرباعي الذهبي. تأسست شركة النقل البري بولاية راجستان في عام 1964 لتوفير خدمات نقل بري اقتصادية وموثوقة للركاب داخل الولاية وللولايات المجاورة. يتراوح متوسط السرعة على الطرق السريعة بالولاية بين 50 و 60 كيلومتر في الساعة (31–37 ميل/س) بسبب كثافة المركبات. تقل السرعات إلى 25–30 كم/س (16–19 ميل/س) في القرى.

## التعليم

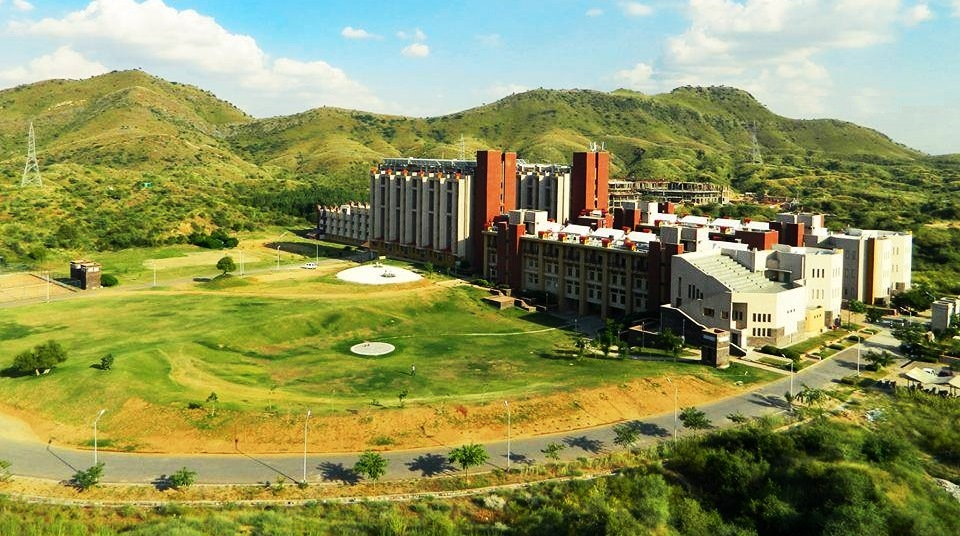
جامعة NIIT في نيمرانا، راجستان

تُدار المدارس في الولاية إما بواسطة الحكومة أو الهيئات الخاصة الاستئمانية. ولغات تدريس رئيسية في معظم المدارس. يتبع نظام التعليم بالولاية 10+2+3، ينتقل الطلاب بعد إتمام المرحلة الثانوية إلى كلية تحضيرية لمدة عامين تُعرف أيضًا بالمرحلة ما قبل الجامعية، أو إلى مدارس تضم فصولًا للمرحلة الثانوية العليا تابعة لمجلس التعليم الثانوي أو لأي مجلس مركزي آخر. يختار الطلاب بين ثلاثة مسارات: الآداب والتجارة أو العلوم. تتبع المدارس الثانوية لمجلس امتحانات شهادة المدرسة الهندية (CISCE) والمجلس المركزي للتعليم الثانوي (CBSE) والمعهد الوطني للتعليم المفتوح (NIOS).
تضم راجستان 52 جامعة منها 26 جامعة عامة تمولها الدولة و7 جامعات معتبرة، بالإضافة إلى معهد تكنولوجي في جودبور وIIM في أودايبور وNIT في جايبو وجامعة القانون الوطنية في جودبور وجامعة مركزية واحدة. تعتبر كوتة مركزًا لتدريب الطلاب للامتحانات التنافسية الوطنية اللازمة للقبول في كليات الهندسة والطب على مستوى البلاد. أسست الولاية مكتبات جديدة حتى مستوى البانشيات ورقمنت جميع المكتبات العامة عبر الولاية ولتشجيع ثقافة القراءة بين سكان الريف.
شهدت راجستان زيادة ملحوظة في معدلات المعرفة بالقراءة والكتابة في العقوج الأخيرة. فكان المعدل 38.55% فقط (54.99% للرجال و20.44% للنساء) في عام 1991. ارتفع هذا المعدل إلى 60.41% (75.70% للرجال و43.85% للنساء) في عام 2001، وكانت هذه أعلى قفزة في النسبة المئوية للإلمام بالقراءة والكتابة المسجلة في الهند (زادت نسبة الأمية بين النساء بمقدار 23%). في تعداد 2011، بلغ المعدل 67.06% (80.51% للرجال و52.66% للنساء) في تعداد 2011. إلا أن المعدل لا يزال يقل عن المتوسط الوطني البالغ 74.04%، وعلى أن المعدل بين النساء هو الأدنى في البلاد، إلا أن الولاية قد تلقت إشادة لجهودها وإنجازاتها في تحسين معدلات الأمية.
يصل معدل القراء والكتابة في الريف إلى 76.16% للرجال و45.8% للنساء. من القضايا السياسية في الولاية هو وضع حاكم راجستان حداً أدنى للمؤهلات التعليمية للمرشحين في انتخابات البانشيات القروية.

## السياحة
استقطبت ولاية راجستان إجمالي 45.9 مليون سائح محلي و1.6 مليون سائح أجنبي في عام 2017، محتلة المرتبة العاشرة من حيث عدد الزوار المحليين والخامسة في عدد السياح الأجانب. تنمو صناعة السياحة في راجستان بشكل متزايد كل عام وأصبحت من المصادر الرئيسية للدخل لحكومة الولاية. راجستان تضم العديد من المعالم السياحية للزوار المحليين والأجانب مثل قلاع وقصور جيبور وبحيرات أودايبور ومعابد راجسامند وبالي والكثبان الرملية في جايسالمر وبيكانير وهافيليس مانداوا وفاتحبور والحياة البرية في ساواي مادهوبور وجبل أبو وقبائل دونجاربور وبانسوارا ومعرض الماشية في بوشكار.

تتميز ولاية راجستان بتقاليدها وثقافتها وألوانها وقلاعها الشامخة وقصورها والرقصات الشعبية والموسيقى والمهرجانات المحلية والطعام التقليدي والكثبان الرملية والمعابد المنحوتة. تشتهر المدينة الوردية في جيبور تشتهر بمنازلها القديمة المصنوعة من الحجر الرملي الوردي. يغلب اللون الأزرق على ألوان منازل جودبور. تنتشر المعابد الجاينية في جميع أنحاء راجستان من أبرزها معابد ديلوارا في جبل أبو ومعبد شريناثجي في ناثدوارا ومعبد راناكبور الجايني المخصص لأديناث في منطقة بالي ومعابد الجاينية في قلاع في شيتور وجايسالمر وكومبهالجاره ومعابد لودورفا جاين ومعبد ميربور جاين في سيروهي ومعبد سارون ماتا في كوتبوتلي ومعبد بهاندسار وكارني ماتا في بيكانير ومعبد ماندور في جودبور. 

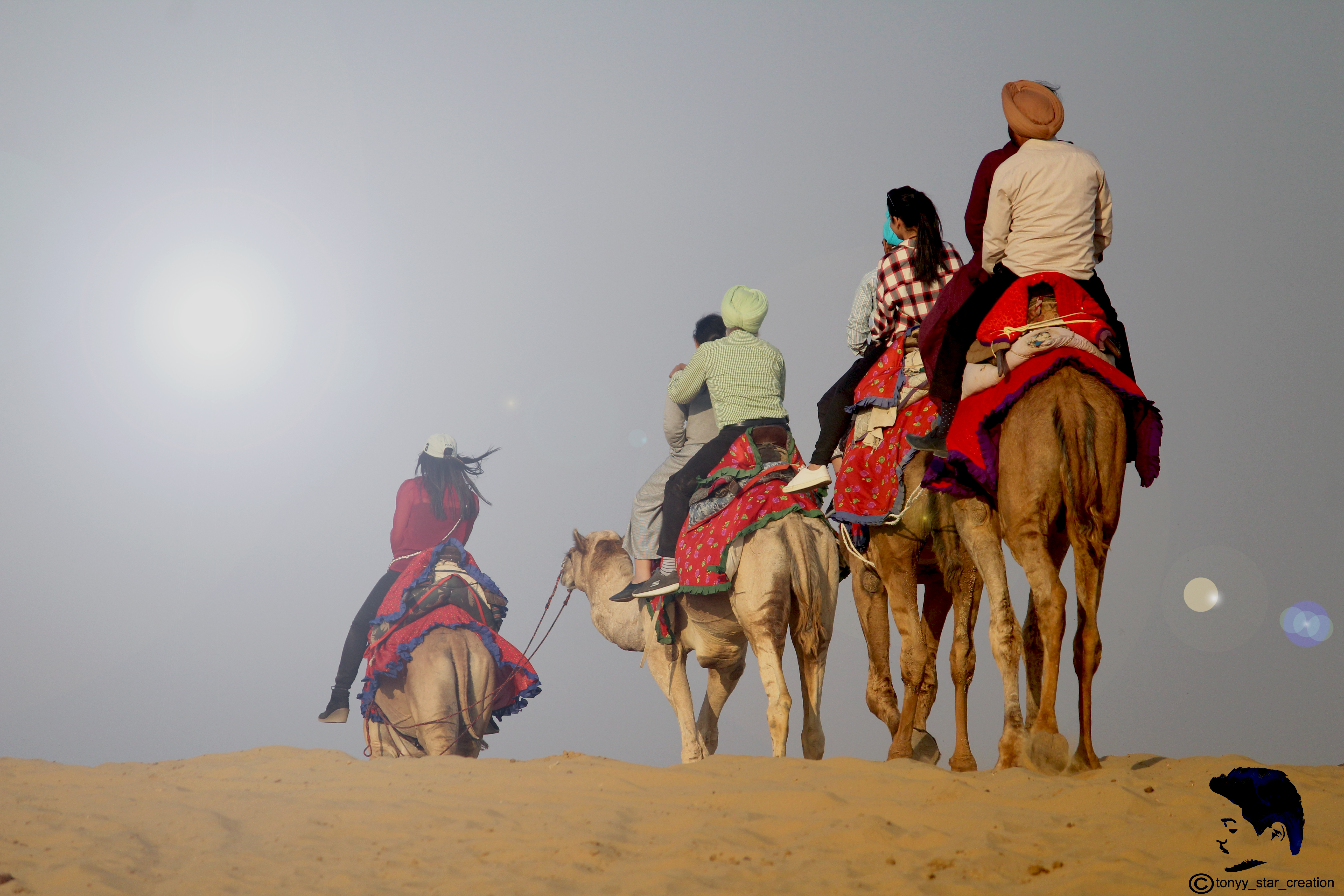
جمال في صحراء طهار
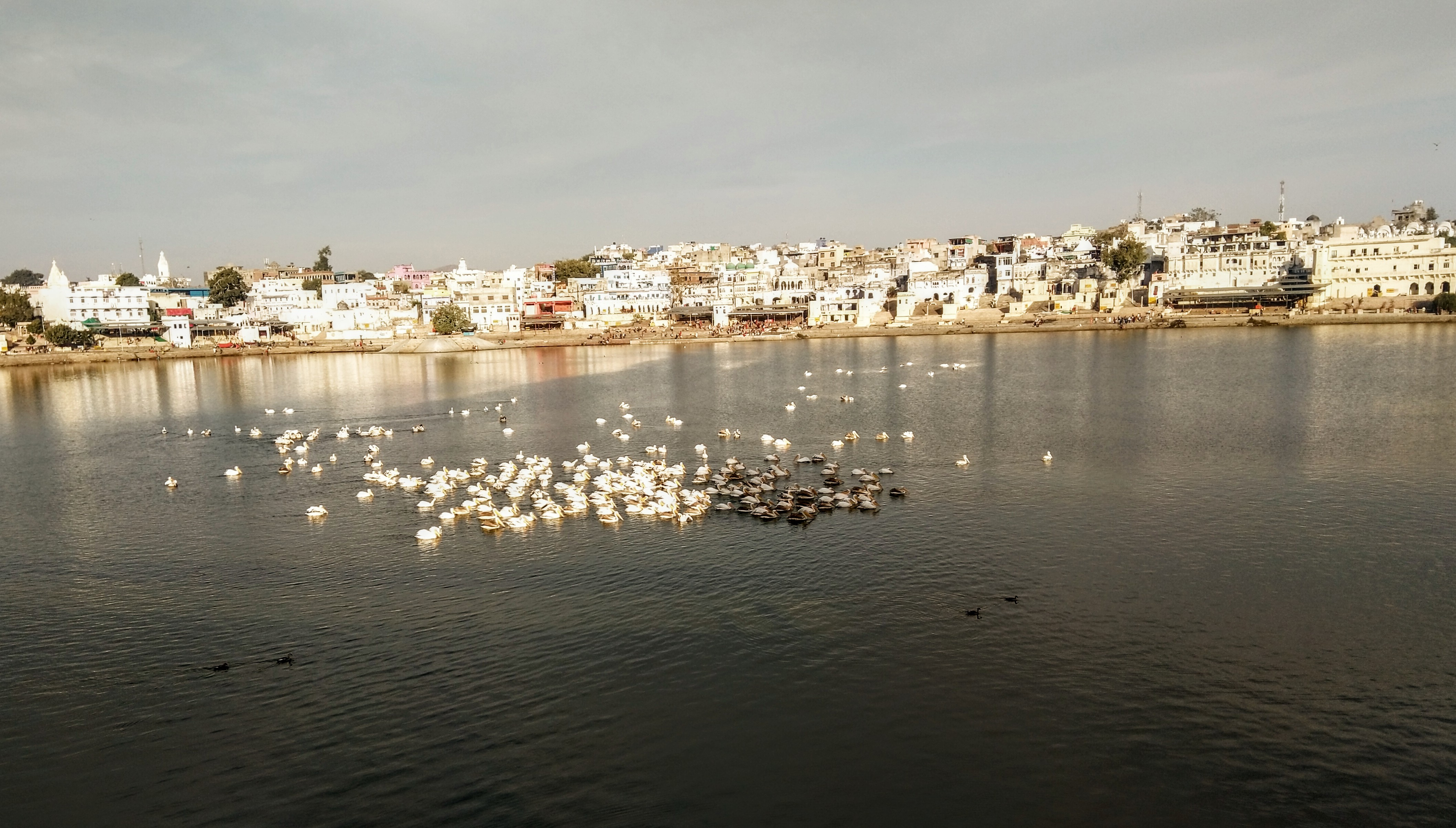
Pushkar Lake
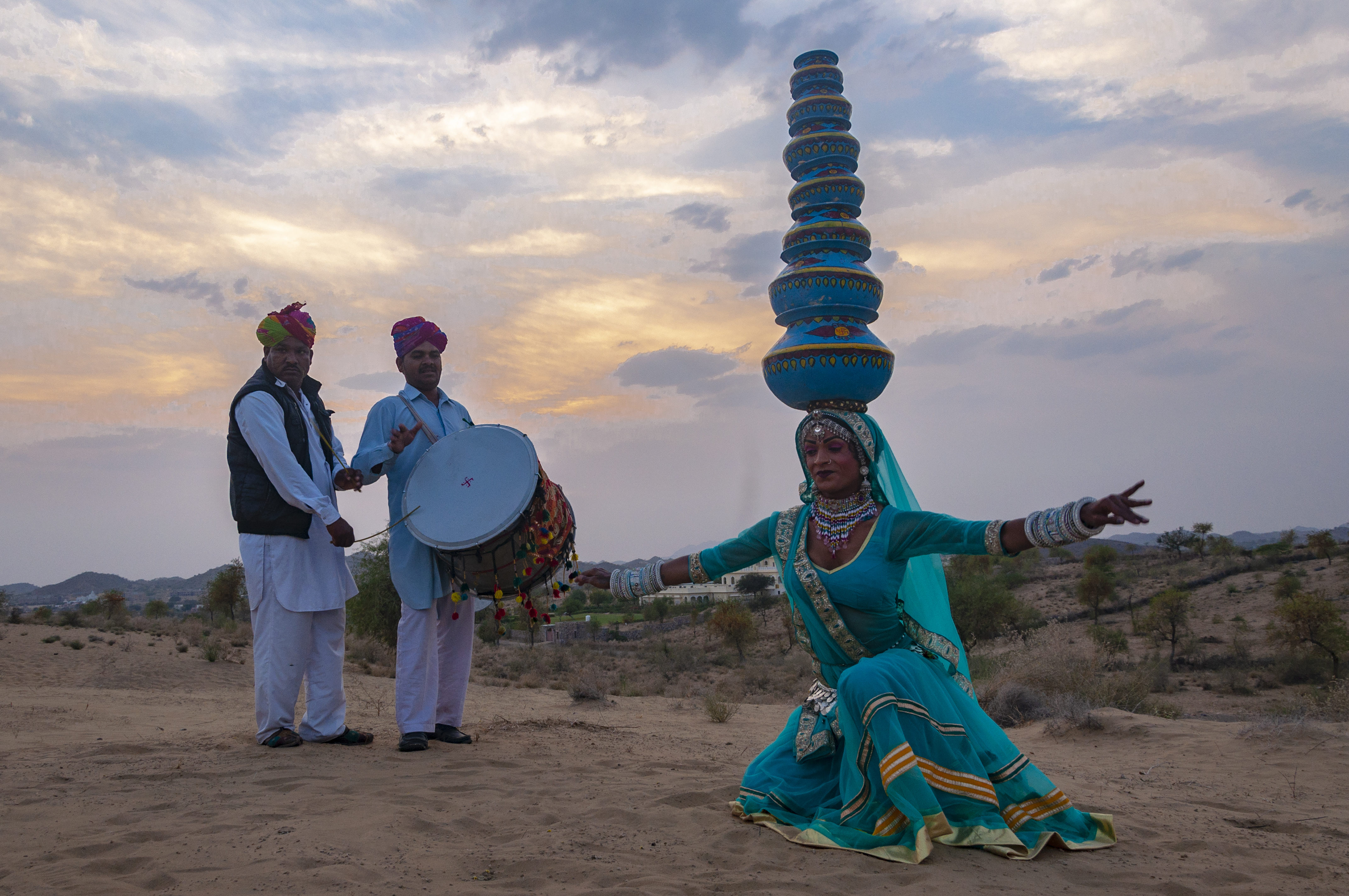
Kalbelia هي قصة شعبية شائعة في ولاية راجستان
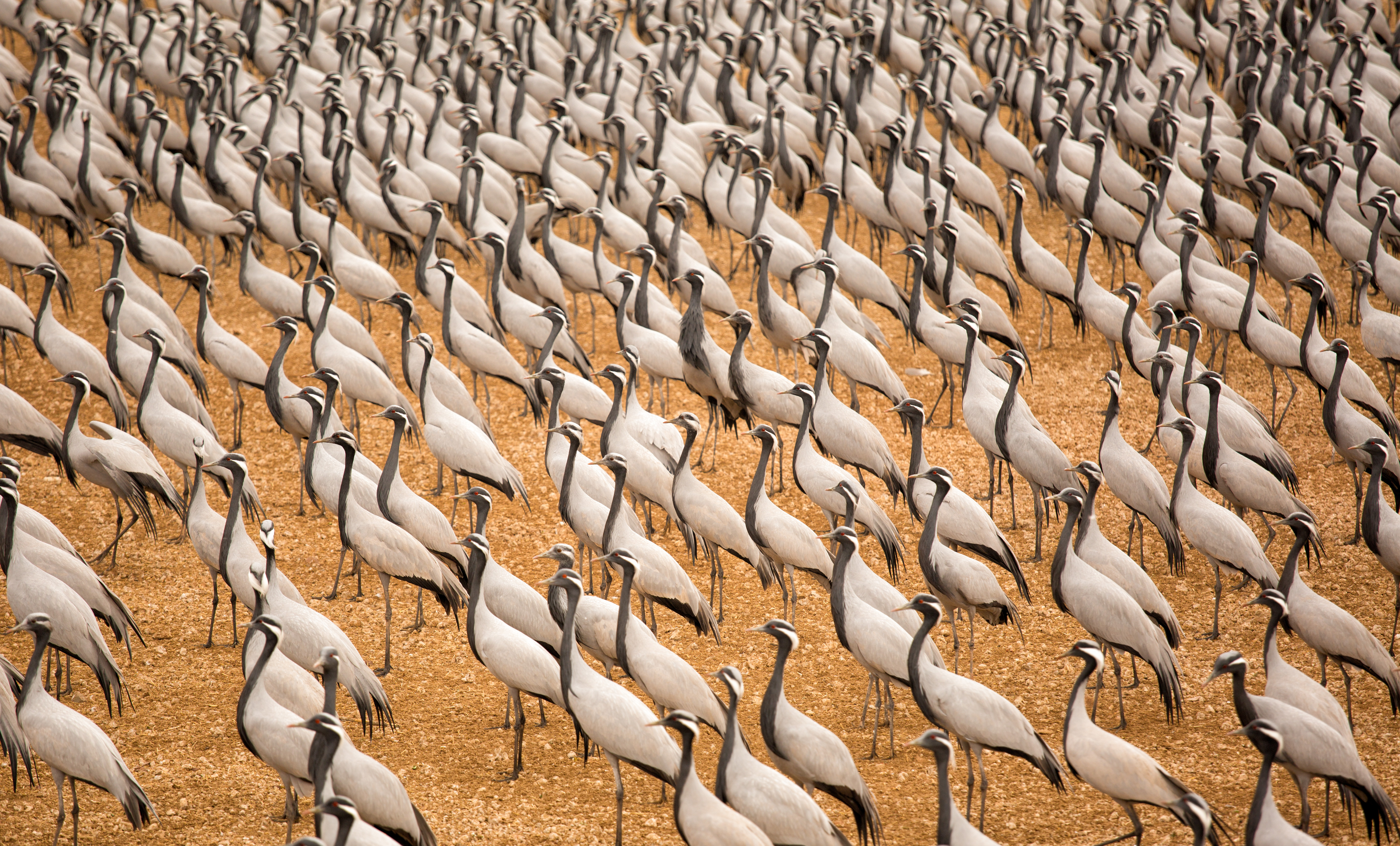
كركي سنجابي بالقرب من بيكانير
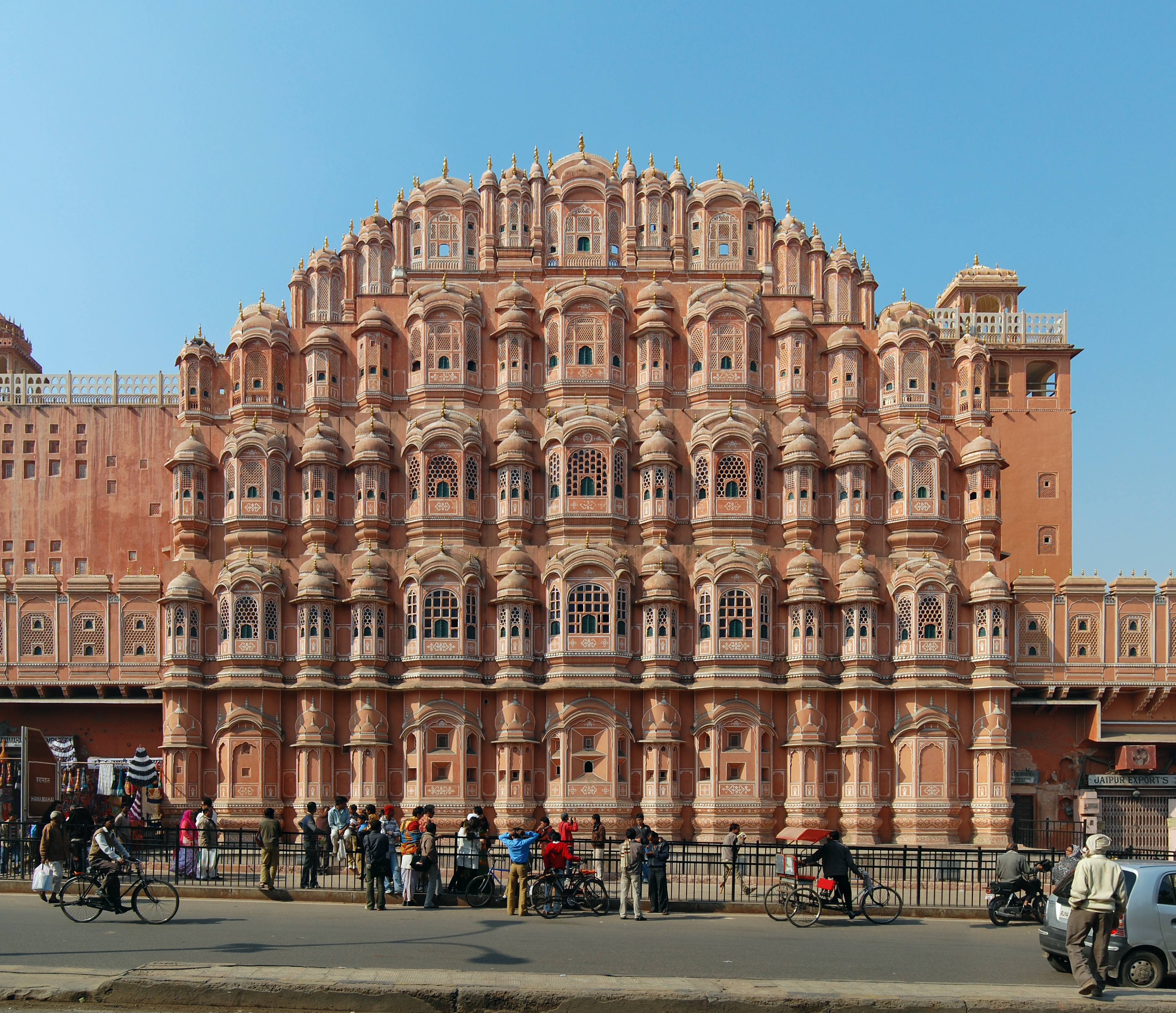
قصر الرياح في جيبور
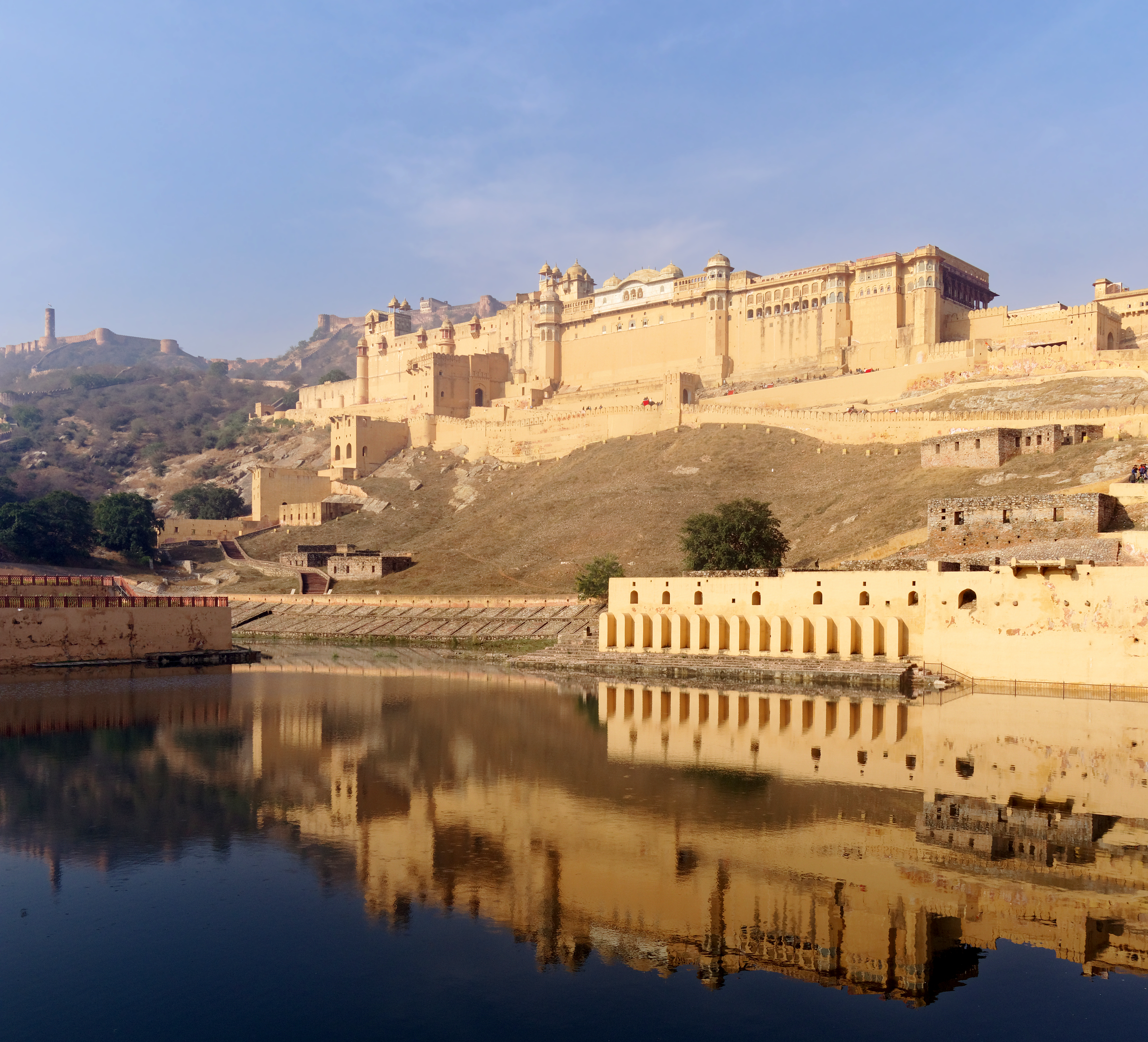
حصن عامر
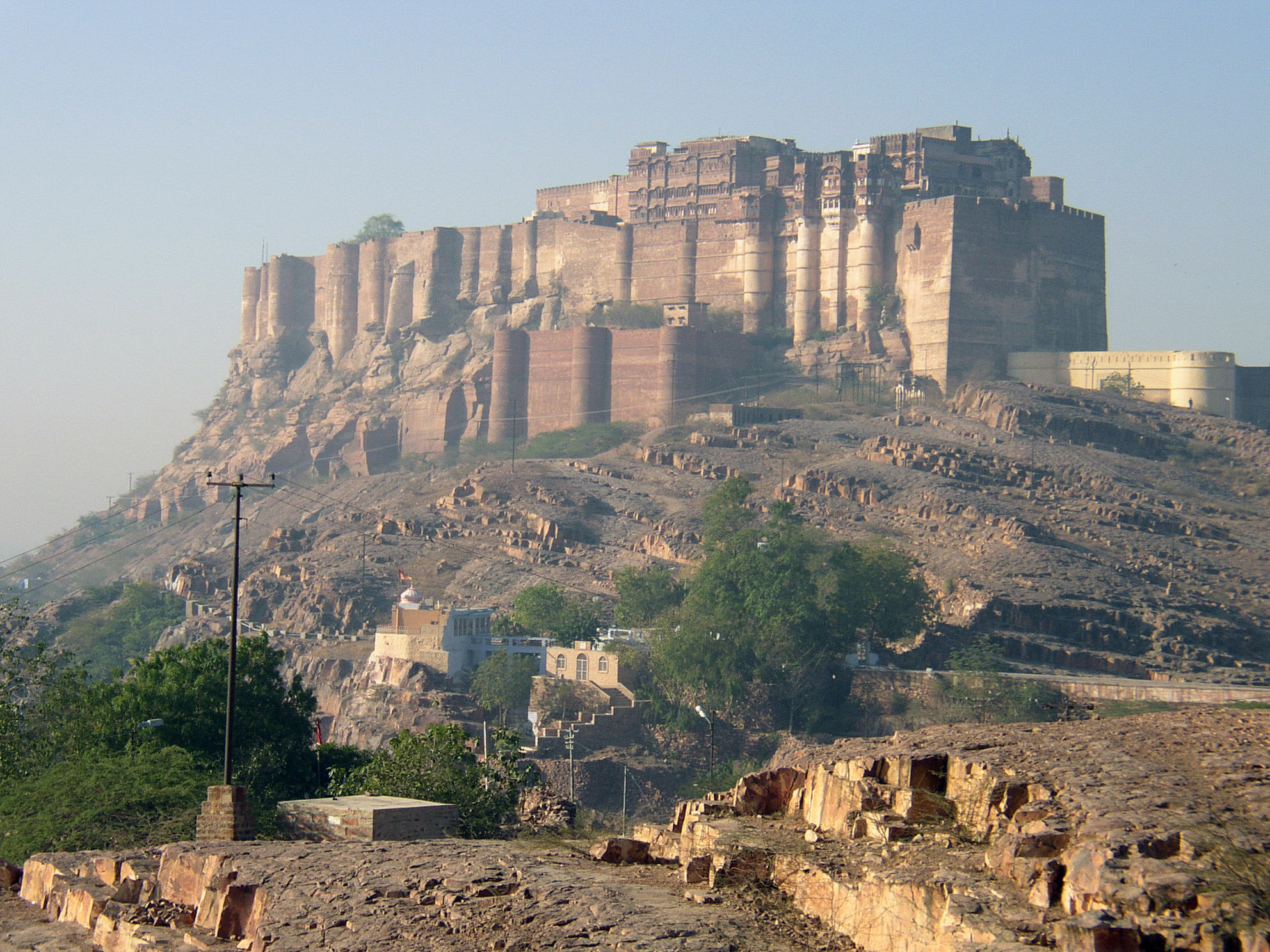
حصن ميهرانغاره
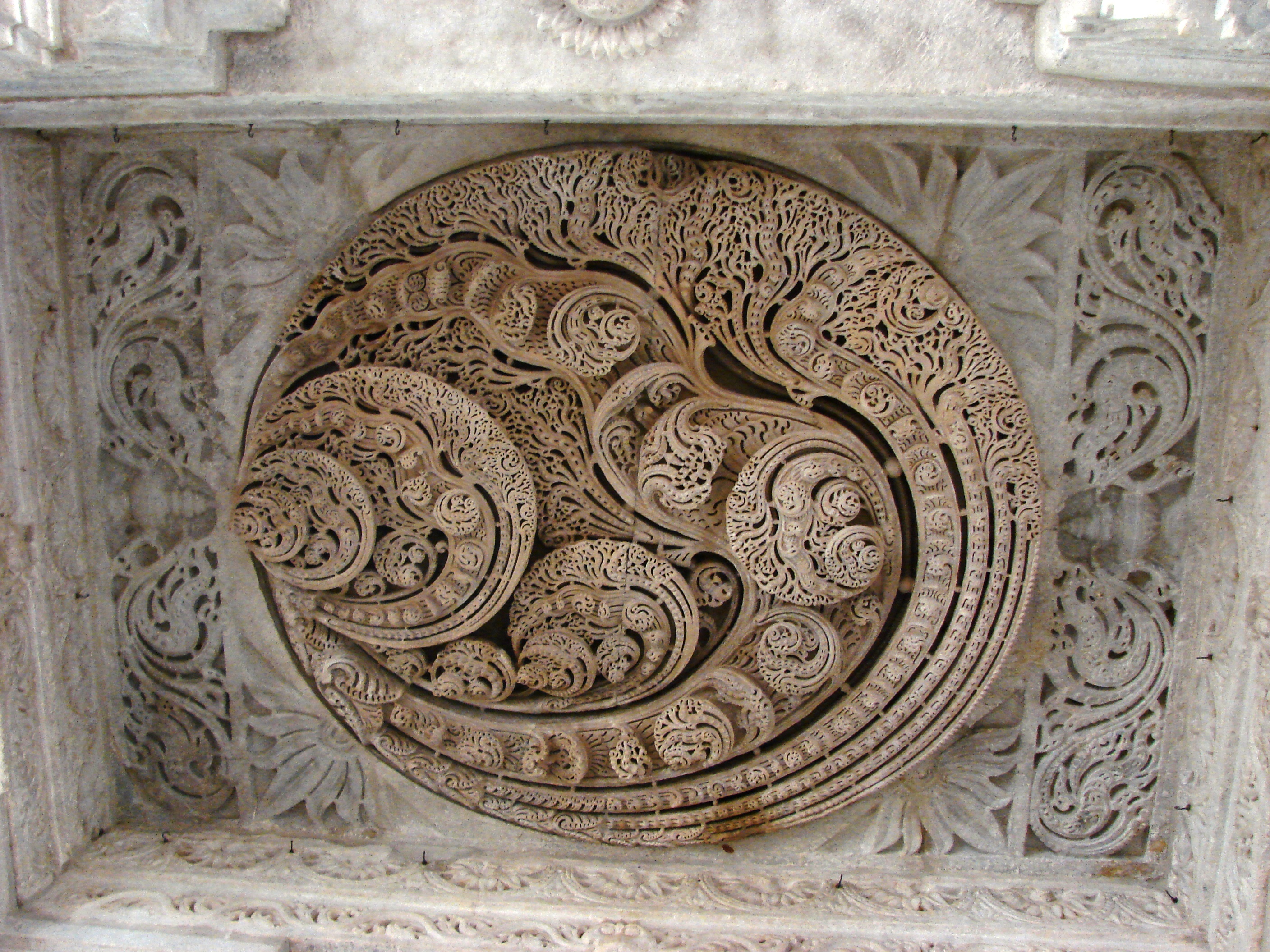
نحت رخامي في معابد ديلوارا
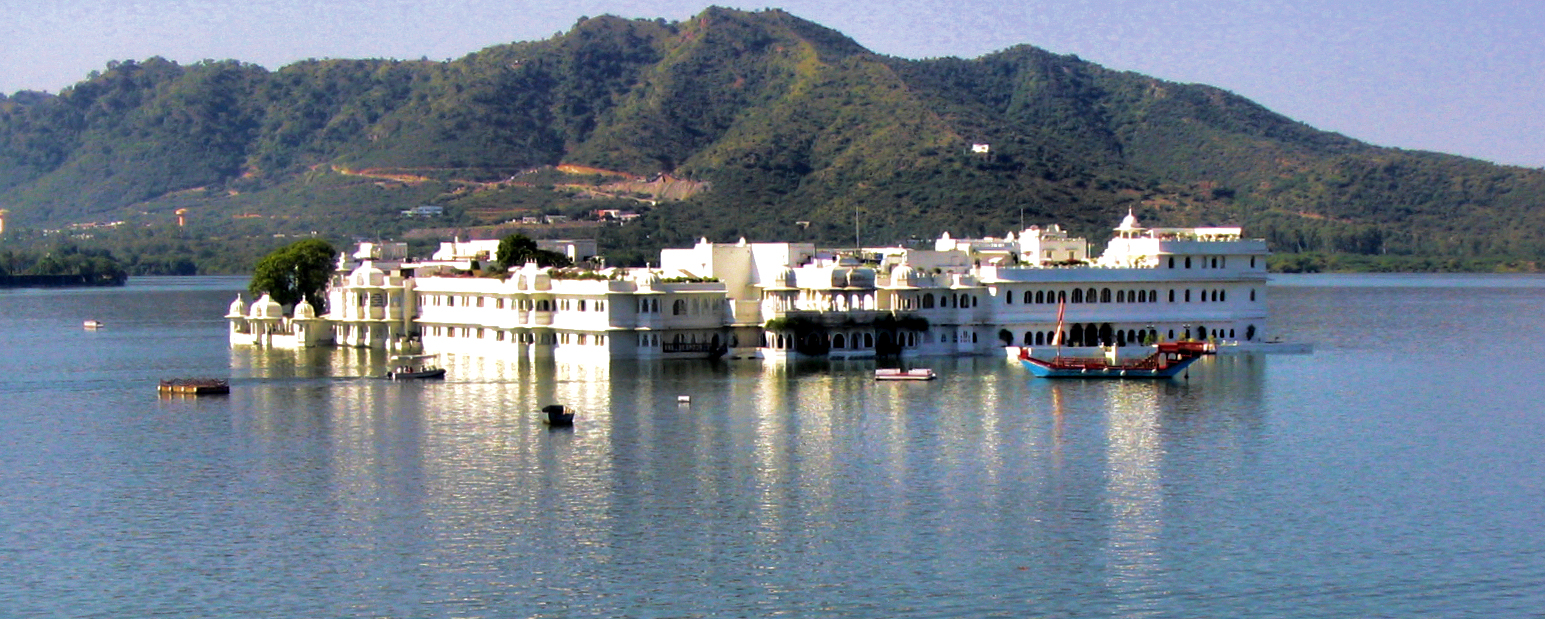
قصر بحيرة تاج في أودايبور
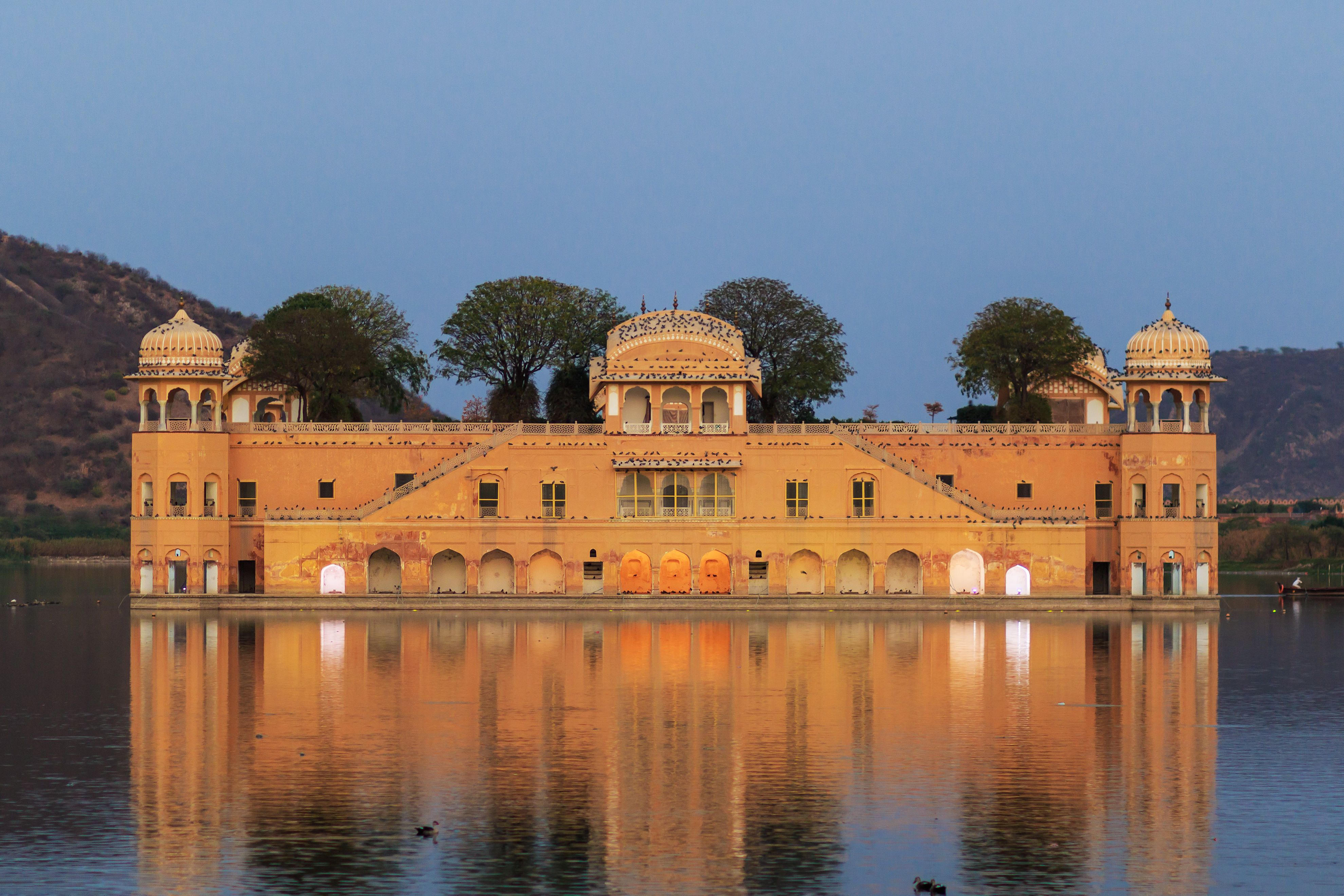
Jal Mahal في جيبور

## الثقافة

### المطبخ

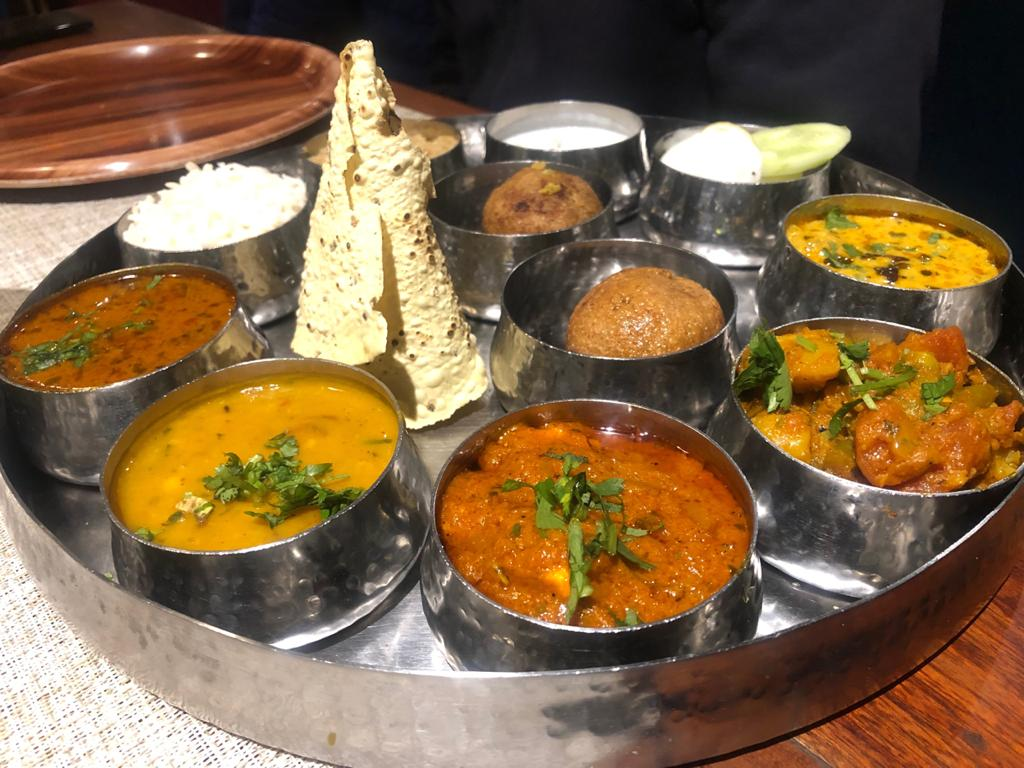
طبخ راجستاني

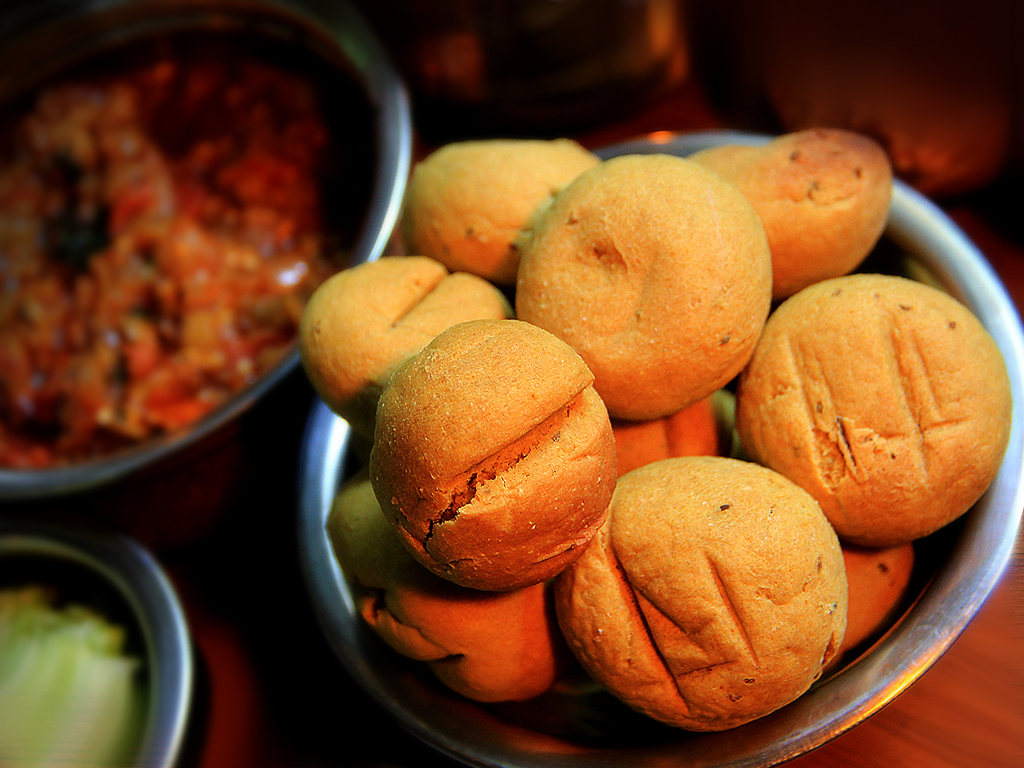
دال باتي كورما، طبق راجستان التقليدي

تأثرت الطهي في راجستان بأسلوب حياة سكانها الحربي وبتوافر المكونات في هذه المنطقة الصحراوية. لذا يُفضل الطعام الذي يمكن أن يدوم لأيام ويُؤكل بدون تسخين. فتشتهر مخللات راجستان المعروفة بنكهتها القوية والحارة. كما يعد طبق Panchkuta أو الخمس خضروات من أشهر أطباقها الذي يدوم لأيام ويُصنع من نباتات تنمو فقط في الصحراء. من الأطباق الشهيرة الأخرى بيكانيري بهوجيا وباجري كي روتي ولاحسون كي تشوتني وماوا كاشوري ميرشي بادا وبياج كاشوري وغيفار من جودبور وألوار كا ماوا وكادي كاشوري من أجميرومالبوا من بوشكار وكاتشوري من كوتة وراسغولاس من بيكانير.
Dal-baati-churma هو طبق شهير في راجستان. يُقدم تقليديًا بسحق الباتي خشنًا وصب السمن النقي فوقه. يُقدم مع الدال وصلصة الثوم الحارة وأحيانًا مع بيسان كي كادي. يُقدم عادةً في الاحتفالات ويشمل المناسبات الدينية وحفلات الزفاف وأعياد الميلاد في راجستان.

### الموسيقى والرقص
تشتهر رقصة غومار في جيبور وجودبور وكالبيليا من قبيلة كالبيليا دوليًا. تشكل الموسيقى الشعبية جزءاً هاماً من ثقافة راجستان وتعرف قبائل منجانيار والمينا ولانجا بموسيقاها الشعبية المميزة. تُعد كاثبوتلي وبوبا وتشانغ وتيراتالي وغيندر ورقصة غاير وكاششي غوري وتيجاجي من أبرز مظاهر ثقافة راجستان التقليدية.

### الفن
تشتهر ولاية راجستان بفنها التقليدي الزاهي. وتشتهر بفنون غوتا باتي وباغارو وسانجانر والتطريز بالزري. كما تشتهر بالحرف اليدوية مثل صناعة الأثاث الخشبي والسجاد والفخار الأزرق. تنتشر الألوان في الأزياء التقليدية ويتألف الزي التقليدي للنساء من تنورة طويلة وبلوزة قصيرة تُعرف بـ "chaniya choli" ويُستخدم قماش لتغطية الرأس للحماية من الحرارة والحفاظ على الحشمة.

## الاتصالات
مزودو خدمات الإنترنت الرئيسيون وشركات الاتصالات في ولاية راجستان هم Vodafone Idea وبهارات سانشار نيجام المحدودة وبهارتي إيرتيل وJio وData Infosys Limited وRailTel Corporation of India وSoftware Technology Parks of India. كانت Data Infosys كانت أولى شركات الإنترنت التي أدخلت الإنترنت إلى راجستان في أبريل 1999، وكانت OASIS أول شركة خاصة تقدم خدمات الهاتف المحمول.

## معرض الصور

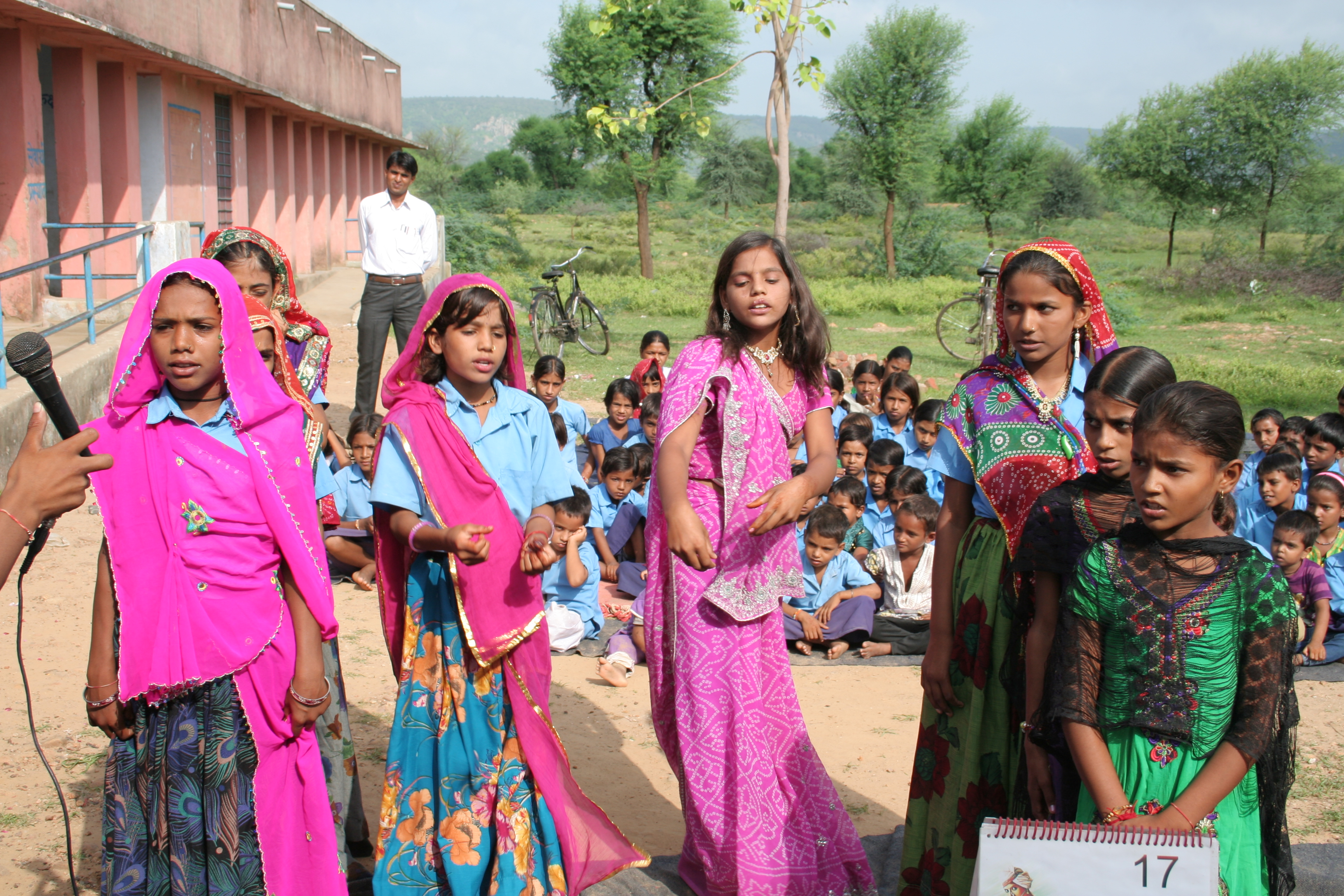
أطفال في احتفال عيد الاستقلال في راجستان